# 伊藤博文
伊藤 博文（いとう ひろぶみ、旧字体：伊藤󠄁 博󠄁文󠄁、1841年10月16日〈天保12年9月2日〉- 1909年〈明治42年〉10月26日）は、明治時代の日本の政治家。位階勲等爵位は従一位大勲位公爵。
大久保利通らの路線を受け継いで初代内閣総理大臣に就任し、近代立憲主義社会の基礎を築いた。
4度にわたって内閣総理大臣（初代・5代・7代・10代）を務め、一次内閣時には大日本帝国憲法起草の中心人物となり、二次内閣では日清戦争の講和条約である下関条約の起草にあたった。四次内閣の組閣に際して立憲政友会を結党して初代総裁となり、政党政治の道を開いた。その他、初代枢密院議長、初代貴族院議長、初代韓国統監、元老などを歴任した。
今太閤とも称されたように、百姓の身分から初代内閣総理大臣に上り詰め、その後も元老として明治日本を牽引した、日本及びアジアの近代史を代表する人物の一人。
諱は、博文（ひろぶみ、「はくぶん」と読むこともある）。幼名は利助（りすけ）、後に吉田松陰から俊英の俊を与えられ、俊輔（しゅんすけ）とし、さらに春輔（しゅんすけ）と改名した。明治初期に政府公文書で本姓やカバネを使うことが義務づけられていた時期には河野氏の末裔であることから越智宿禰（おちのすくね）博文と署名した。

## 概説
周防国の百姓の子として生まれる。父が長州藩の足軽伊藤家に入ったため、父とともに下級武士の身分を得る。
吉田松陰の私塾である松下村塾に学んだ。尊王攘夷運動に参加したが、1863年には藩命により井上馨らとともにイギリスに密航、留学して開国論者となる。1864年にロンドンで四国連合艦隊の長州藩攻撃の計画を知り、急遽帰国し、藩主毛利敬親に開国への転換の必要を説いたが、受け容れられなかった。同年幕府による第一次長州征伐に対する藩首脳の対応に憤慨した高杉晋作が起こした功山寺挙兵に参加。この藩内戦の勝利により藩主流派として藩政改革に参画するようになり、主に藩の対外交渉の任にあたった。
明治維新後の1868年から政府に出仕し、外国事務掛、参与、外国事務局判事、初代兵庫県知事などを歴任。1869年（明治2年）には陸奥宗光らとともに当面の政治改革の建白書を提出して開明派官僚として頭角を現した。また大蔵少輔兼民部少輔として貨幣制度の改革を担当し、1870年（明治3年）には財政幣制調査のために渡米、翌年の金本位制の採用と新貨条例の公布を主導した。1871年（明治4年）岩倉使節団の副使として外遊。この間に大久保利通の信任を得た。
1873年（明治6年）の帰国後には大久保らとともに内政優先の立場から西郷隆盛の征韓論に反対し、同年10月に西郷らが下野すると大久保の片腕として参議兼工部卿に就任した。1878年（明治11年）に大久保が不平士族に暗殺されると、その後を継いで内務卿に就任。政府の中心人物として琉球処分、侍補制度の廃止、教育令の制定などを推進した。
1881年（明治14年）大隈重信がイギリス型議会政治を目指す憲法意見を提出すると、その急進的内容に伊藤が反対し、大隈ら開明派官僚は下野した（明治十四年の政変）。1882年（明治15年）ドイツやオーストリアの憲法調査を行い、1884年（明治17年）に宮中に制度取調局を創設してその長官に就任、立憲体制への移行に伴う諸制度の改革に着手した。
1885年（明治18年）12月に太政官にかえて内閣制度を創設し、初代内閣総理大臣に就任した（第1次伊藤内閣）。井上毅や伊東巳代治、金子堅太郎らとともに憲法や皇室典範、貴族院令、衆議院議員選挙法の草案の起草にあたり、1888年（明治21年）に枢密院が創設されるとその議長に就任し、憲法草案の審議にあたった。1889年（明治22年）に日本最初の近代憲法明治憲法を制定。君主大権の強いドイツ型の憲法だったが、伊藤は立憲政治の意義が君権制限と民権保護にあることを強調し、立憲主義的憲法理解を示した。
1890年（明治24年）に帝国議会が創設されると初代貴族院議長に就任（最初の議会のみ）。1892年（明治25年）に第2次伊藤内閣を組閣し、衆議院の第一党だった自由党に接近。日清戦争では首相として大本営に列席するとともに日清講和条約に調印した。戦後は自由党と連携して連立政権を組織。1898年（明治31年）に第3次伊藤内閣を組閣したが、自由党や進歩党との連携に失敗し、地租増徴が議会の反発で挫折したことで総辞職。他の元老たちの反対を押し切って大隈重信と板垣退助を後継に推して日本最初の政党内閣（第1次大隈内閣）を成立させた。さらに1900年（明治33年）には立憲政友会を結党して、その初代総裁となり、第4次伊藤内閣を組閣。明治立憲制のもとでの政党政治に道を開いた。しかし1901年（明治34年）に貴族院の反発と財政問題をめぐる閣内不一致で総辞職。
同年に起こった日英同盟論には慎重でロシアとの協商を模索して訪露したが、具体的成果を得られず、結果的に日英同盟が促進された。帰国後は野党の立場を貫こうとする政友会の指導に苦慮し、1903年（明治36年）に総裁を辞し、元老の立場に戻った。
日露戦争開戦には慎重だったが、日露戦争後の朝鮮・満洲の処理問題に尽力し、1905年（明治38年）には初代韓国統監に就任。韓国の国内改革と保護国化の指揮にあたり、3度にわたる日韓協約で漸次韓国の外交権や内政の諸権限を剥奪した。伊藤は日本政府内では対韓慎重派であり、保護国化はやむなしとしたが、併合には慎重だったといわれる。しかし韓国民族運動との対立の矢面に立つ形となり、1909年（明治42年）に韓国統監を辞職した後、ハルビン駅において韓国の独立運動家安重根に狙撃されて死亡した。
開明派として日本の近代化、特に憲法制定とその運用を通じて立憲政治を日本に定着させた功績が評価される。

## 生涯

### 生い立ち

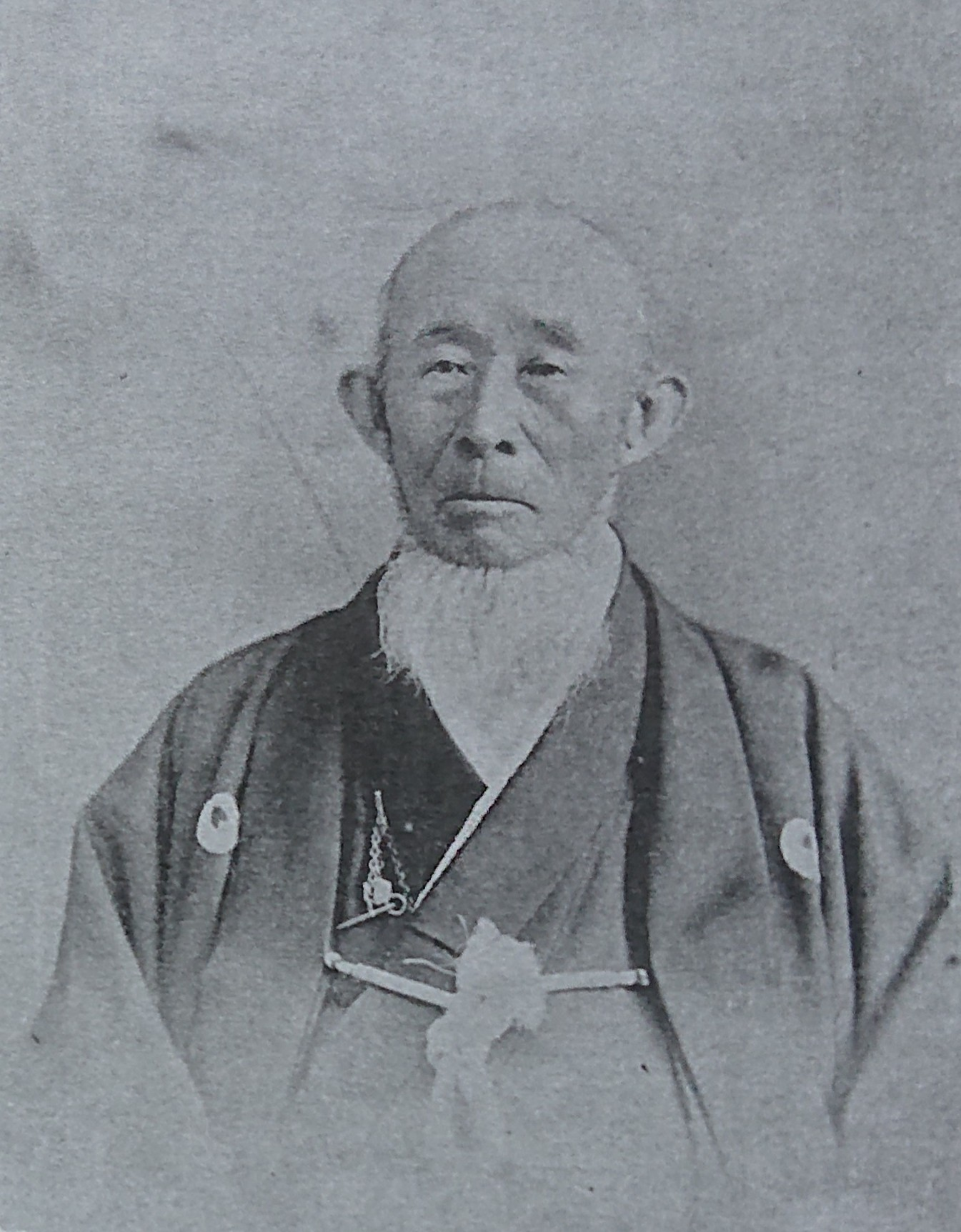
父・伊藤十蔵

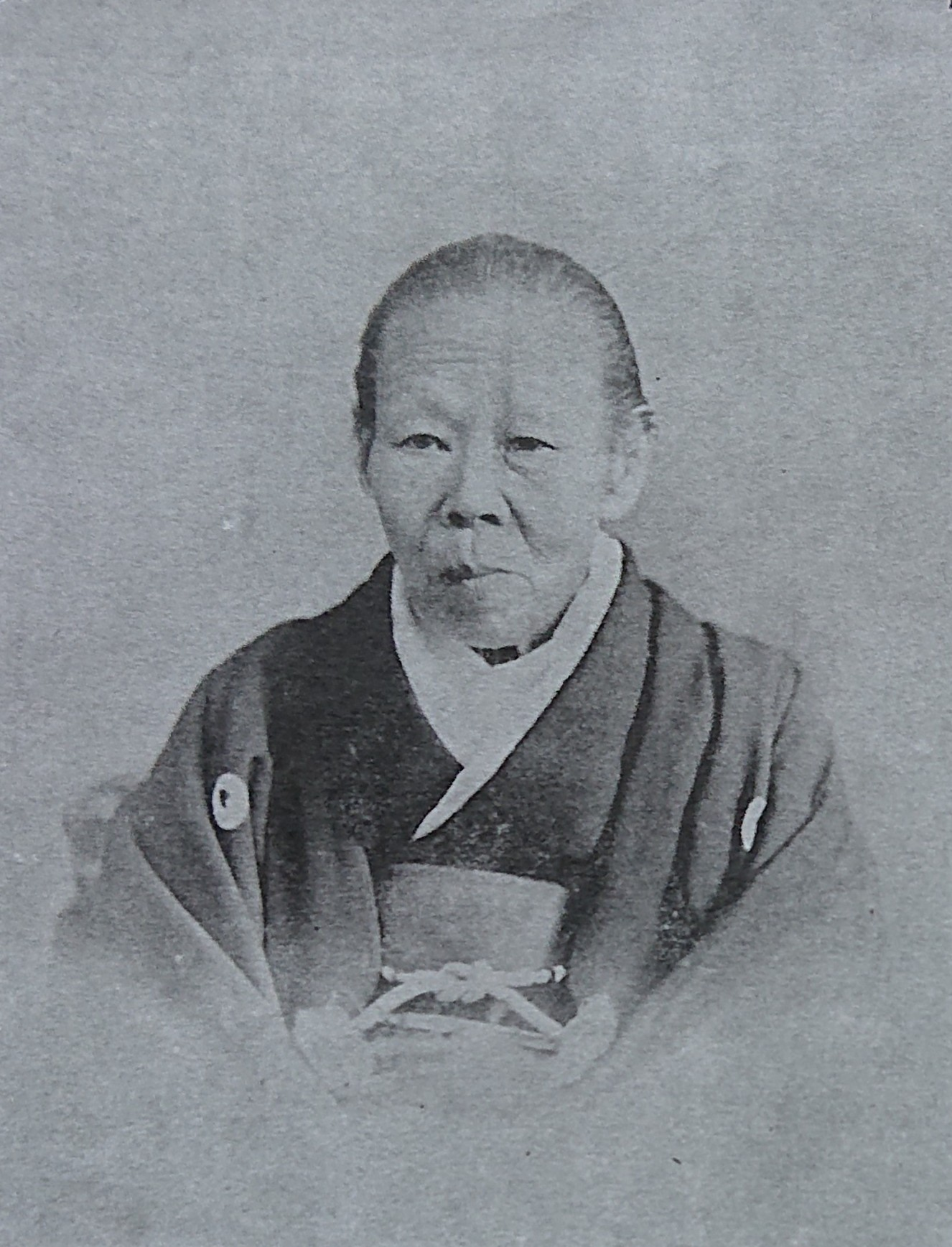
母・伊藤琴子

天保12年（1841年）9月2日、周防国熊毛郡束荷村字野尻（現・山口県光市束荷）の百姓・林十蔵（後に重蔵）の長男として生まれる。母は秋山長左衛門の長女、琴子。弘化5年（1846年）に破産した父が萩へ単身赴任したため母とともに母の実家へ預けられたが、嘉永2年（1849年）に父に呼び出され萩に移住した。萩では久保五郎左衛門の塾に通い（同門に吉田稔麿）、家が貧しかったため、12歳ごろから父が長州藩の蔵元付中間・水井武兵衛の養子となり、武兵衛が安政元年（1854年）に周防佐波郡相畑村の足軽・伊藤弥右衛門の養子となって伊藤直右衛門と改名したため、十蔵・博文父子も足軽となった。
彼は一人っ子であり兄弟姉妹はいない（歴代内閣総理大臣としては他に三木武夫も一人っ子である）。

### 松下村塾入門

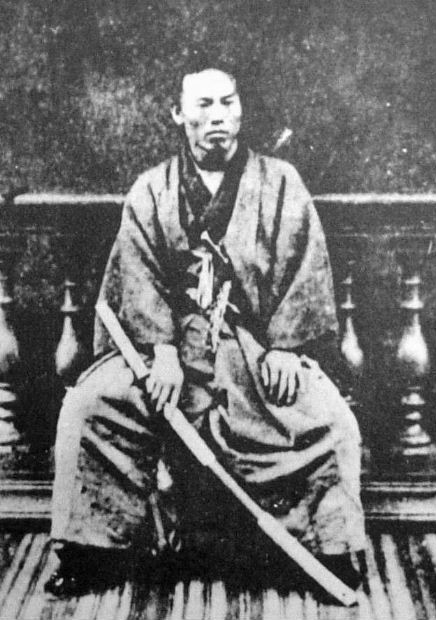
長州藩士時代の伊藤

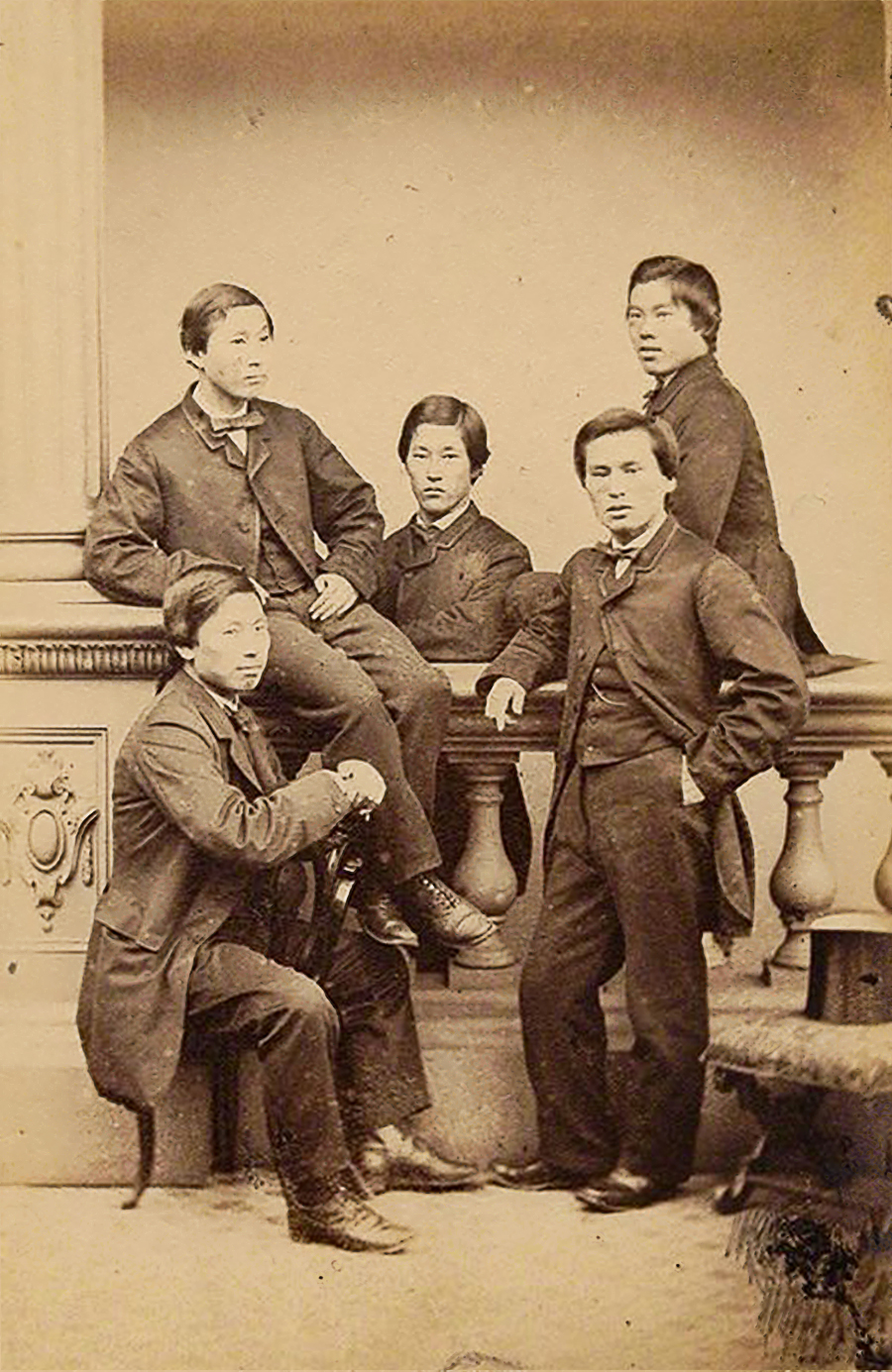
長州五傑。上段左から遠藤謹助、野村弥吉（井上勝）、伊藤、下段左から志道聞多（井上馨）、山尾庸三

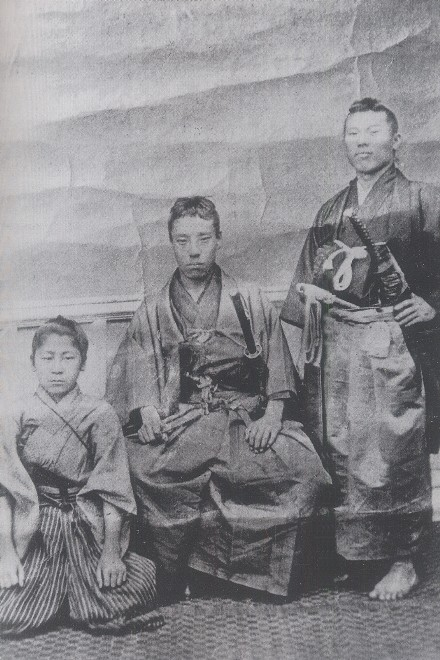
左から三谷国松、高杉晋作、伊藤

安政4年（1857年）2月、江戸湾警備のため相模に派遣されていたとき、上司として赴任してきた来原良蔵と昵懇となり、その紹介で吉田松陰の松下村塾に入門する。伊藤は友人の稔麿の世話になったが、身分が低いため塾の敷居をまたぐことは許されず、戸外で立ったままの聴講に甘んじていた。
- 渡邊嵩蔵 「伊藤公なども、もとより塾にて読書を学びたれども、自家生活と、公私の務に服せざるべからざる事情のために、長くは在塾するを得ざりしなり」[10]

翌安政5年（1858年）7月から10月まで松陰の推薦で長州藩の京都派遣に随行、帰藩後は来原に従い長崎へ行き、安政6年（1859年）6月まで長崎海軍伝習所で勉学に努め、10月からは来原の紹介で来原の義兄の桂小五郎（のちの木戸孝允）の従者となり、長州藩の江戸屋敷に移り住んだ。ここで志道聞多（のちの井上馨）と出会い、親交を結ぶ。
松陰が同年10月に安政の大獄で斬首された際、桂の手附として江戸詰めしていた伊藤は、師の遺骸を引き取ることなる。このとき、伊藤は自分がしていた帯を遺体に巻いた。このあと、桂を始め久坂玄瑞・高杉晋作・井上馨らと尊王攘夷運動に加わる一方で海外渡航も考えるようになり、万延元年12月7日（1861年1月17日）に来原に宛てた手紙でイギリス留学を志願している。

#### テロ活動
文久2年（1862年）、公武合体論を主張する長井雅楽の暗殺を画策し、8月には自害した来原の葬式に参加、12月に品川御殿山の英国公使館焼き討ちに参加する。文久3年（1863年）2月、山尾庸三と共に塙忠宝・加藤甲次郎を九段坂の塙宅近辺で夜間待伏せて闇討ちにて暗殺、また、3月には長州藩江戸上屋敷に呼び寄せた宇野東櫻（宇野八郎）を高杉晋作の指示のもと騙討ちにする等、尊王攘夷の志士として多くのテロ活動をした。筋肉質の体躯であったとされる。

### イギリス留学

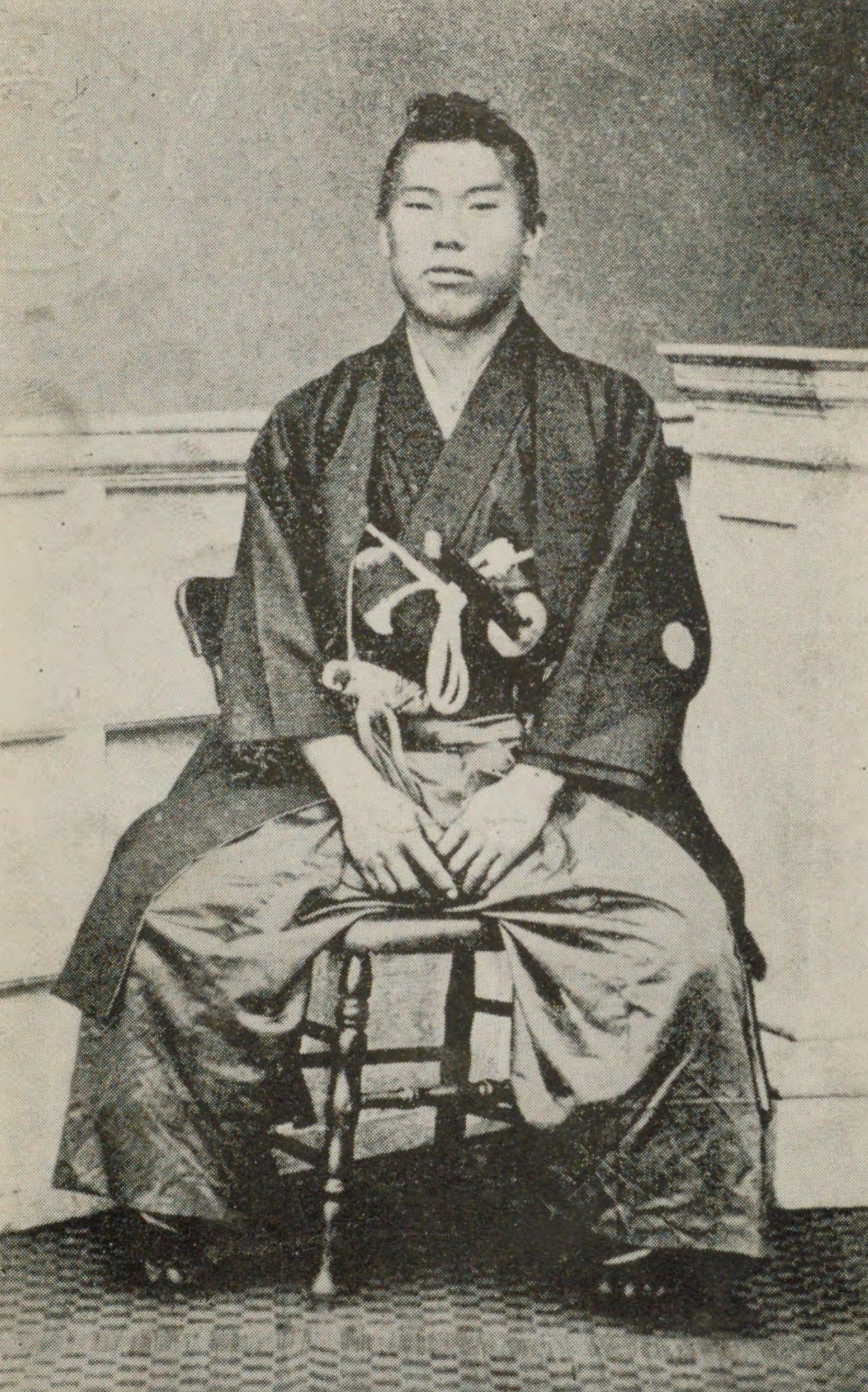
1863年の伊藤

文久3年（1863年）には井上馨の薦めで海外渡航を決意し、5月12日に井上馨・遠藤謹助・山尾庸三・野村弥吉（後に井上勝）らとともに長州五傑の一人としてイギリスに渡航する。伊藤の荷物は文久2年に発行された間違いだらけの『英和対訳袖珍辞書』1冊と寝巻きだけであったという。しかも途中に寄港した清の上海で別の船に乗せられた際、水兵同然の粗末な扱いをされ苦難の海上生活を強いられた。
9月23日のロンドン到着後、ヒュー・マセソンの世話を受け化学者アレキサンダー・ウィリアムソンの邸に滞在し、英語や礼儀作法の指導を受ける。ロンドンでは英語を学ぶとともに博物館・美術館に通い、海軍施設、工場などを見学して見聞を広めた。留学中にイギリスと日本との、あまりにも圧倒的な国力の差を目の当たりにして開国論に転じる。
元治元年（1864年）3月、米英仏蘭4国連合艦隊による長州藩攻撃が近いことを知ると、井上馨とともに急ぎ帰国した。
6月10日に横浜上陸後長州藩へ戻り、戦争回避に奔走する。英国公使オールコックと通訳官アーネスト・サトウと会見したが、両名の奔走も空しく、8月5日に4国連合艦隊の砲撃により下関戦争（馬関戦争）が勃発、長州の砲台は徹底的に破壊される。
伊藤は戦後、宍戸刑馬こと高杉晋作の通訳として、ユーリアラス号で艦長クーパーとの和平交渉にあたる。藩世子・毛利元徳へ経過報告したときには、攘夷派の暗殺計画を知り、高杉とともに行方をくらましている。そして、この和平交渉において、天皇と将軍が長州藩宛に発した「攘夷実施の命令書」の写しをサトウに手渡したことにより、各国は賠償金を江戸幕府に要求するようになる。

### 挙兵
オールコックらとの交渉で伊藤は井上馨とともに長州藩の外国応接係を任されるが、下関戦争と禁門の変で大損害を被った藩は幕府への恭順を掲げる俗論派が台頭、攘夷派の正義派（革新派）との政争が始まった。伊藤は攘夷も幕府にも反対でありどちらの派閥にも加わらなかったが、9月に井上が俗論派の襲撃で重傷を負うと行方をくらました。
11月、長州藩が第一次長州征伐で幕府に恭順の姿勢を見せると、12月に高杉らに従い力士隊を率いて挙兵（功山寺挙兵）。このとき、高杉のもとに一番に駆けつけたのは伊藤だった。その後、奇兵隊も加わるなど各所で勢力を増やして俗論派を倒し、正義派が藩政を握った。のちに伊藤は、このときのことを述懐して「私の人生において、唯一誇れることがあるとすれば、このとき、一番に高杉さんのもとに駆けつけたことだろう」と語っている。
翌慶応元年（1865年）に藩の実権を握った桂の要請で行った薩摩藩や外国商人との武器購入および交渉がおもな仕事となり、第二次長州征伐にも戊辰戦争にも加勢できずに暇を持て余す形になった。
慶応4年（明治元年、1868年）に外国事務総裁東久世通禧に見出され、神戸事件と堺事件の解決に奔走。これが出世の足がかりとなった。

### 明治維新

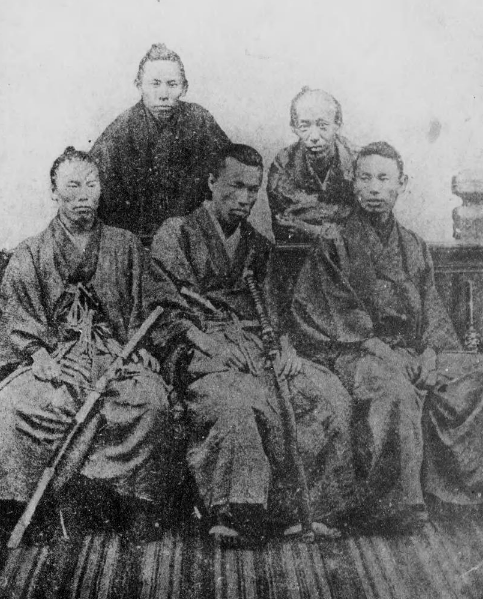
神戸外務事務局時代の伊藤博文（左端）。その右に大隈重信（横浜外務事務局）、井上馨（造幣局）。後列左より久世治作、中井弘（ともに造幣局）。

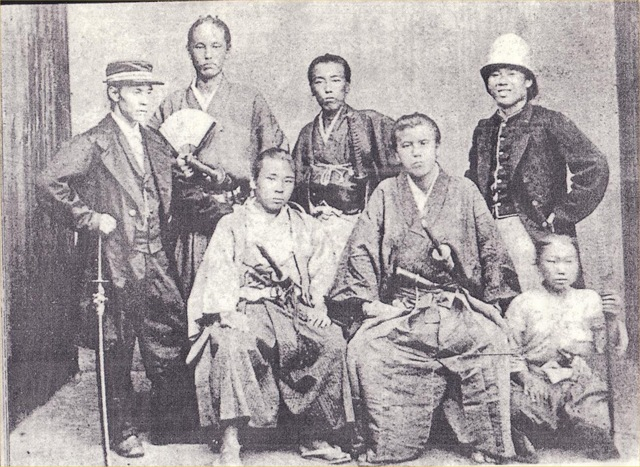
木戸孝允（前列中央）と伊藤（後列右端）ら（明治3年）

岩倉使節団右から大久保利通、伊藤、岩倉具視、山口尚芳、木戸孝允。

明治維新後は伊藤博文と改名し、長州閥の有力者として、英語に堪能なことを買われて参与、外国事務局判事、大蔵少輔兼民部少輔、初代兵庫県知事（官選）、初代工部卿、宮内卿など明治政府のさまざまな要職を歴任する。これには木戸孝允の後ろ盾があり、井上馨や大隈重信とともに改革を進めることを見込まれていたからであった。
兵庫県知事時代の明治2年（1869年）1月、『国是綱目』いわゆる「兵庫論」を捧呈し、
1. 君主政体
2. 兵馬の大権を朝廷に返上
3. 世界万国との通交
4. 国民に上下の別をなくし「自在自由の権」を付与
5. 「世界万国の学術」の普及
6. 国際協調・攘夷の戒め

を主張した。
明治3年（1870年）に発足した工部省の長である工部卿として、殖産興業を推進する。のちにこれは、内務卿・大久保利通のもとで内務省へと引き継がれる。また同年11月から翌年5月まで、財政幣制調査のため芳川顕正・福地源一郎らと渡米。中央銀行について学び、帰国後に伊藤の建議により、日本最初の貨幣法である新貨条例が制定される。
明治4年（1871年）11月には岩倉使節団の副使として渡米、サンフランシスコで「日の丸演説」を行う。明治6年（1873年）3月にはベルリンに渡り、ドイツ皇帝ヴィルヘルム1世に謁見。宰相ビスマルクとも会見し、ビスマルクから強い影響を受けた。
大蔵兼民部少輔を務めた際には、大隈重信とともに殖産興業政策の一環として鉄道建設を強力に推し進め、京浜間の鉄道は、明治5年5月7日（1872年6月12日）に品川 - 横浜間で仮営業を始め、同年9月12日（1872年10月14日）、新橋までの全線が開通した。
当初、伊藤が新政府に提出した『国是綱目』が当時新政府内では極秘裏の方針とされていた版籍奉還に触れていたために大久保利通や岩倉具視の不興を買い、大蔵省の権限をめぐる論争でも大久保とは対立関係にあった。また、岩倉使節団がアメリカで不平等条約改正交渉を始めた際、全権委任状を取るため一旦大久保とともに帰国したが、取得に5か月もかかったことで木戸との関係も悪化した（改正交渉も中止）。
だが、大久保・岩倉とは西欧旅行を通して親密になり、木戸とものちに和解したため、明治6年（1873年）に帰国して関わった征韓論では「内治優先」路線を掲げた大久保・岩倉・木戸らを支持して大久保の信任を得るようになった（明治六年政変）。このあと木戸とは疎遠になる代わりに、政権の重鎮となった大久保・岩倉と連携する道を選ぶ一方、盟友の井上馨とともに木戸と大久保の間を取り結び、板垣退助とも繋ぎを取り明治8年（1875年）1月の大阪会議を斡旋する。明治10年（1877年）に木戸が死去、同年に西南戦争で西郷隆盛が敗死、翌11年（1878年）に大久保も暗殺されたあとは内務卿を継承し、維新の三傑なき後の明治政府指導者の1人として辣腕を振るう。
明治12年（1879年）9月に「教育議」を上奏し、教育令発布となる。
明治14年（1881年）1月、日本の立憲体制をどう作るか井上馨や大隈重信と熱海で会談。しかし大隈が急進的な構想を内密に提出、独走するようになると、政界追放を決め工作に取りかかり、10月14日の大隈下野で目的を果たし、明治23年（1890年）に国会を開設することを約束する（明治十四年の政変）。伊藤の漸進的な提案が通り、黒田清隆・西郷従道ら薩摩派とも提携したことで事実上伊藤が中心となる体制ができあがった。一方で井上毅が岩倉の指示を受け、大隈案への対抗からプロイセン憲法を元にした憲法の採用を提案したときは退けたが、これは井上が憲法制定を焦り、外国憲法をどう日本に定着させるかについて具体的に論じていないことと、上役の伊藤に憲法制定を促すなど分を越えた動きをしていたからであった。
明治15年（1882年）3月3日、明治天皇に憲法調査のための渡欧を命じられ、3月14日、河島醇・平田東助・吉田正春・山崎直胤・三好退蔵・岩倉具定・広橋賢光・西園寺公望・伊東巳代治ら随員を伴いヨーロッパに向けて出発した。はじめベルリン大学の公法学者、ルドルフ・フォン・グナイストに教示を乞い、アルバート・モッセからプロイセン憲法の逐条的講義を受けた。のちにウィーン大学の国家学教授・憲法学者であるローレンツ・フォン・シュタインに師事し、歴史法学や行政について学ぶ。これが帰国後、近代的な内閣制度を創設し、大日本帝国憲法の起草制定に中心的役割を果たすことにつながる。
明治18年（1885年）2月、朝鮮で起きた甲申政変の事後処理のため清に派遣され、4月18日には李鴻章との間に天津条約を調印している。

### 初代内閣総理大臣就任
明治18年（1885年）12月の内閣制度移行に際し、誰が初代内閣総理大臣になるかが注目された。衆目の一致する所は、太政大臣として名目上ながらも政府のトップに立っていた三条実美と、大久保の死後事実上の宰相として明治政府を切り回し内閣制度を作り上げた伊藤だった。しかし三条は、藤原北家閑院流の嫡流で清華家の一つ三条家の生まれという高貴な身分、公爵である。一方伊藤といえば、貧農の出で武士になったのも維新の直前という低い身分の出身、お手盛りで伯爵になってはいるものの、その差は歴然としていた。
太政大臣に代わる初代内閣総理大臣を決める宮中での会議では、誰もが口をつぐんでいるなか、伊藤の盟友であった井上馨は「これからの総理は赤電報（外国電報）が読めなくては駄目だ」と口火を切り、これに山縣有朋が「そうすると伊藤君より他にはいないではないか」と賛成。これには三条を支持する保守派の参議も返す言葉がなくなった。つまり英語力が決め手となって伊藤は初代内閣総理大臣となったのである。以後、伊藤は4度にわたって内閣総理大臣を務めることになる。
なお、44歳2か月での総理大臣就任は、2022年現在日本の歴代総理大臣の最年少記録である（2番目は近衛文麿の45歳、現行憲法下では安倍晋三の52歳）。維新以来、徐々に政府の実務から外されてきた公卿出身者の退勢はこれで決定的となり、以降、長きにわたって総理大臣はおろか、閣僚すらなかなか出せない状態となった。
第1次伊藤内閣では憲法発布前の下準備の機関創設に奔走、明治19年（1886年）2月には各省官制を制定し、3月には将来の官僚育成のため帝国大学（現・東京大学）を創設し、翌年3月には国家学会が創設、これを支援した。一方、井上馨を外務大臣として条約改正を任せたが、井上馨が提案した改正案に外国人判事の登用などを盛り込んだことで外国人司法官任用問題が起こって閣内分裂の危機を招いたため、明治20年（1887年）7月に外国へ向けた改正会議は中止、9月に井上馨が辞任したため失敗に終わった。同年6月から夏島で伊東巳代治・井上毅・金子堅太郎らとともに憲法草案の検討を開始する。
またイギリス自由党議員で鉄道事業家のジャスパー・ウィルソン・ジョーンズの義理の息子である法曹のフランシス・ピゴットを憲法を含む法制顧問に迎えるなどし、のちに刊行した『秘書類纂』にも数々のピゴットの論文（和訳）を納めた。なおジョーンズの娘でピゴットの妻マーベルは1896年に植民地看護協会を設立しており、ウィンストン・チャーチルは新人議員のときに同協会を支援した。
明治21年（1888年）4月28日、枢密院開設の際に初代枢密院議長となるために首相を辞任。

### 大日本帝国憲法発布
明治22年（1889年）2月11日、黒田内閣の下で大日本帝国憲法が発布される。これに際し、伊藤は華族同方会で憲法に関して演説し、立憲政治の重要性、とりわけ一般国民を政治に参加させることの大切さを主張する。また6月には『憲法義解』を刊行する。明治25年（1892年）には、吏党の大成会を基盤にした政党結成を主張するが、明治天皇の反対により頓挫する。この時伊藤は枢密院の議長。

### 第二次内閣

#### 日清戦争
伊藤が明治25年から2度目の首相を務めていたとき、朝鮮の甲午農民戦争（東学党の乱）をきっかけに、7月に清軍と衝突、朝鮮の主権をめぐって意見が対立し、8月に日清戦争が起こる。翌年の明治28年（1895年）4月に、陸奥宗光とともに全権大使として、李鴻章との間に下関の春帆楼で講和条約の下関条約（馬関条約）に調印する。また、戦争前に陸奥がイギリスと治外法権撤廃を明記した条約を結び、条約改正に大きく前進した。
朝鮮の独立（第一条）と遼東半島の割譲などを明記した下関条約がドイツ・フランス・ロシアの三国干渉を引き起こし、第2次伊藤内閣は遼東半島の放棄を決め、翌明治29年（1896年）8月31日、伊藤は首相を辞任する。

### 第三次内閣
明治31年（1898年）1月、第3次伊藤内閣が発足。6月に衆議院を解散、閣議で政党結成の意思を表明するなど、新党結成を唱えるが、山縣有朋の反対に遭い首相を辞任。同年8月に長崎を出発し、朝鮮の漢城で高宗と会見。9月には清の北京で慶親王・康有為らと面談、戊戌変法に取り組んでいた光緒帝に謁見し、10月には張之洞・劉坤一と会談している。北京滞在中の9月21日に保守派が決行した戊戌の政変に遭遇、そのときの状況と戸惑いを日本の梅子夫人に書き送っている。翌32年（1899年）4月から10月まで半年かけて全国遊説を行い、政党創立の準備と民衆への立憲体制受け入れを呼びかけている。また、1899年宮内省に設置された帝室制度調査局の総裁に就任し、皇室典範の増補と公式令の制定に取り組んだ。

### 第四次内閣
明治33年（1900年）9月には立憲政友会を創立し、初代総裁を務める。10月に政友会のメンバーを大勢入れた第4次伊藤内閣が発足するが、政党としての内実が整わない状態での組閣だったため、内部分裂を引き起こし翌34年（1901年）5月に辞任。政友会はその後西園寺公望・原敬らが中心となり伊藤の手を離れるが、立憲民政党とならぶ2大政党の1つとなり、大正デモクラシーなどで大きな役割を果たすまでに成長した。また貴族院議員として貴族院議長に就任する。

### 日露戦争
日清戦争後、伊藤は対露宥和政策をとり、陸奥宗光、井上馨らとともに日露協商論・満韓交換論を唱え、ロシアとの不戦を主張した。同時に桂太郎・山縣有朋・小村寿太郎らの日英同盟案に反対した。さらに、自ら単身ロシアに渡って満韓交換論を提案するが、ロシア側から拒否される。
明治37年（1904年）から始まった日露戦争を巡っては、金子堅太郎をアメリカに派遣し、大統領セオドア・ルーズベルトに講和の斡旋を依頼している。これが翌38年（1905年）のポーツマス条約に結びつくことになる。なおこの日露の講和に際して、首相の桂が日本の全権代表として最初に打診したのは、外相の小村ではなく伊藤であった。桂内閣は、講和条件が日本国民に受け入れがたいものになることを当初から予見し、それまで4度首相を務めた伊藤であれば国民の不満を和らげることができるのではないかと期待したのである。伊藤ははじめは引き受けてもよいという姿勢を示したのに対し、彼の側近は、戦勝の栄誉は桂が担い、講和によって生じる国民の反感を伊藤が一手に引き受けるのは馬鹿げているとして猛反対し、最終的には伊藤も全権大使への就任を辞退した。また交渉の容易でないことをよく知っていた伊藤は、全権代表に選ばれた小村に対しては「君の帰朝の時には、他人はどうあろうとも、吾輩だけは必ず出迎えにゆく」と語り、励ましている。講和後は、勝利を手にした日本と敗戦国ロシアとの間の戦後処理に奔走した。

### 初代韓国統監

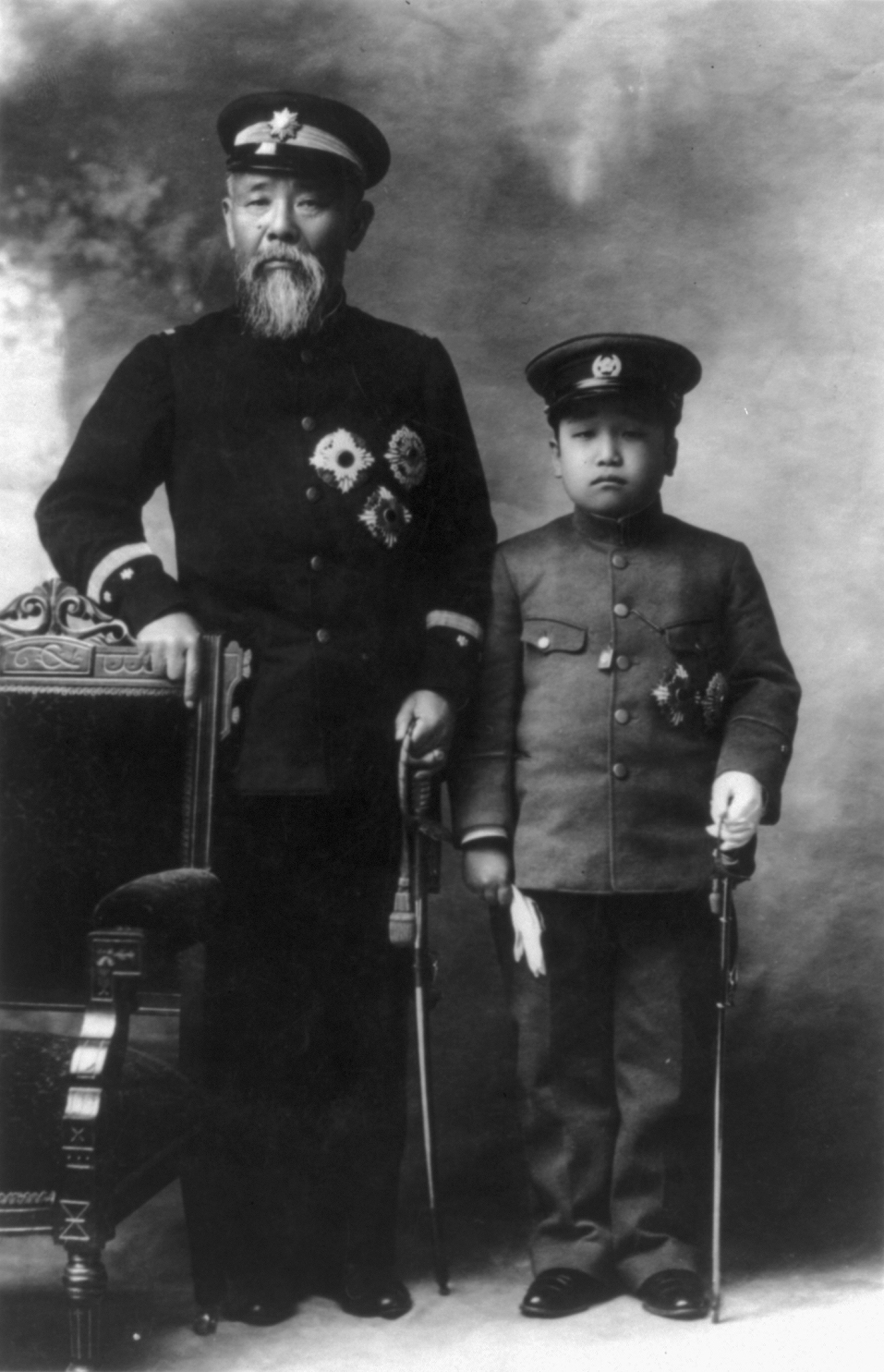
大韓帝国皇太子李垠（右）と伊藤

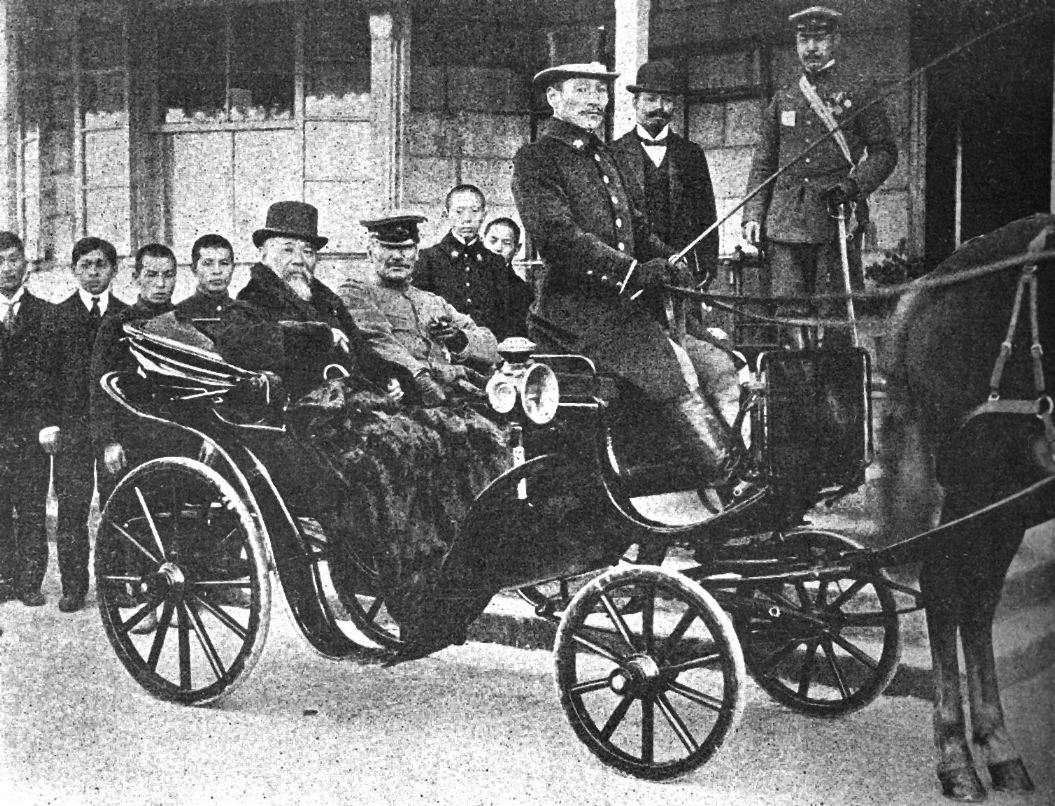
長谷川好道陸軍大将と共に統監府へ向かう伊藤（手前）

明治38年（1905年）11月、第二次日韓協約により韓国統監府が設置されると伊藤が初代統監に就任した。以降、日本は実質的な朝鮮の統治権を掌握した。
伊藤は国際協調重視派で、大陸への膨張を企図して韓国の直轄を急ぐ山縣有朋や桂太郎・寺内正毅ら陸軍軍閥としばしば対立した。また、韓国併合について、保護国化による実質的な統治で充分であるとの考えから当初は併合反対の立場を取っていた。近年発見された伊藤の明治38年（1905年）11月の日付のメモには「韓国の富強の実を認むるに至る迄」という記述があり、これについて京都大学教授の伊藤之雄は「伊藤博文は、韓国を保護国とするのは韓国の国力がつくまでであり、日韓併合には否定的な考えを持っていた事を裏付けるものだ」としている。実際に、この文言は「第二次日韓協約」に盛り込まれ、調印された。
伊藤は韓国民の素養を認め韓国の国力自治力が高まることを期待し、韓国での教育にも力を注いだ。1907年4月14日、韓国に赴任する日本人教師たちの前で「徹頭徹尾誠実と親切とをもって児童を教育し裏表があってはならないこと」「宗教は韓国民の自由でありあれこれ評論しないこと」「日本人教師は余暇を用いて朝鮮語を学ぶこと」を訓諭した。また明治40年（1907年）7月、京城（ソウル）にて新聞記者たちの前でも「日本は韓国を合併するの必要なし。韓国は自治を要す」と演説していた。
原田豊次郎著『伊藤公と韓国』（日韓書房、1909年11月）に、韓国駐在の日本人記者を相手にした伊藤の演説の要旨が掲載されている。「今回事件」とは、ハーグ密使事件のことであるが、日本人記者を相手にした演説であり、伊藤の本音か確証はないが、小島毅は「私は本音ととっていいのではないかと思います。研究者もそのようにとっています」「日韓併合については懐疑的な人」としている。
しかし、朝鮮内で独立運動である義兵闘争が盛んになるにつれて考え方を変え、明治42年（1909年）4月、時の首相・桂太郎と外相小村壽太郎が伊藤に恐る恐る「韓国の現状に照らして将来を考量するに、韓国を併合するより外に他策なかるべき事由を陳述」すると「公は両相の説を聞くや、意外にもこれに異存なき旨を言明」し、なおかつ桂・小村の提示した「併合の方針」についても「その大綱を是認」した。その2週間後の東京での演説でも伊藤は「今や方に協同的に進まんとする境遇となり、進んで一家たらんとせり」と併合を示唆し聴衆を驚かせたという。そして同年5月、統監職を辞職する。伊藤の翻意を確認した桂と小村は「対韓大方針」と「対韓施設大綱」を作成し「韓国」を併合する方針を明らかにした。韓国保護国化政策にまったく未練がなくなった伊藤は統監辞職後、4度目の枢密院議長に就任し、事後処理の為訪韓し陣頭指揮に立ち「韓国」政府に「韓国司法及監獄事務委託に関する覚書」を調印させ、また「韓国軍部廃止勅令公布」を行わせた。併合方針の閣議決定に反対した形跡はない（適当ノ時期ニ於テ韓国ノ併合ヲ断行スル事 明治42年（1909年）7月6日）。また、伊藤は統監として日本の政策に対する韓国国民の恨みを買うこととなり、それは朝鮮民族主義者の安重根による暗殺事件につながった。事件に動揺した親日派は韓国併合を加速させたが、前述の通り、併合方針は事件前に内閣の閣議で決まっていた。

#### 年表
- 1905年11月、特派大使として韓国に渡り、ポーツマス条約に基づいて第二次日韓協約（韓国保護条約）を締結する。
- 1905年11月22日、投石により韓国内で負傷する[39]。
- 1905年12月、韓国統監府が設置され、初代統監に就任する。
- 1906年2月、日本公使館を韓国統監府に改め、国内12か所に理事庁、11か所に支庁を置く。
- 1907年6月、ハーグ密使事件。
- 1907年7月、京城（ソウル）にて新聞記者達の前で「日本は韓国を合併するの必要なし」と演説する[36]。
- 1908年、韓国銀行（のちの朝鮮銀行）を設立する[40]。
- 1908年9月、京城（ソウル）に朝鮮皇室博物館（現・韓国国立中央博物館）を造営する[40]。
- 1909年6月、韓国統監を辞任する。
- 1909年10月26日、ハルビン駅で安重根に暗殺される。これが日本国内に報じられると、翌10月27日に国葬を行う旨の勅令314号が公布された。
- 1910年8月29日韓国併合により朝鮮総督府が設置されたが、統監府及び所属官署は、当分の間存続し、朝鮮総督の職務は統監が行使するとされた。

### 暗殺
暗殺の1か月前、伊藤は高杉晋作の顕彰碑に「動けば雷電の如く、発すれば風雨の如し、衆目駭然として敢えて正視するものなし。これ、我が東行高杉君に非ずや」で始まる碑文を寄せている。また、満洲での道中の旅順での歓迎会で「戦争の屡々起るは国家の不利益なるのみならず、人道のためにも好ましからず」、しかし「将来に国威を失墜せざらんと欲せば、多大の軍費は国民の負わざるを得ざる義務なり」などとする演説をした。

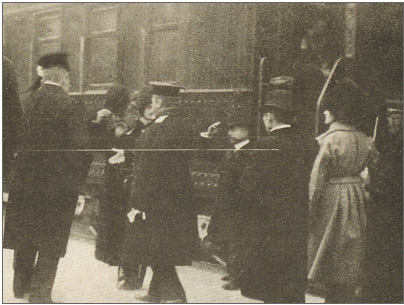
ハルビン駅に降り立った、暗殺直前の伊藤

明治42年（1909年）10月26日、ロシア蔵相ウラジーミル・ココツェフ（ココフツォフ）と満洲、朝鮮問題について非公式に話し合うため訪れたハルビン駅で、大韓帝国の民族運動家安重根によって射殺された。
このとき、伊藤は「三発貰った、誰だ」と叫んだという。安はロシア官憲にその場で捕縛された。伊藤は絶命までの約30分間に、側近らといくつか会話を交わしたが、死の間際に自分を撃ったのが朝鮮人だったことを知らされ「そうか。馬鹿な奴じゃ」と呟いたといわれる。また、伊藤の孫にあたる伊藤満洲雄の話によれば「俺は駄目だ。誰か他にやられたか？」と聞き、森槐南も傷ついたと知って「森もやられたか……」と言ったのが、伊藤の最期の言葉だったという。享年69。11月4日に日比谷公園で国葬が営まれた。
安重根はただちに捕縛され、共犯者の禹徳淳、曹道先、劉東夏の3名もまたロシア官憲に拘禁された。日本政府は彼らを関東都督府地方法院に移し、明治43年（1910年）2月14日、安に死刑、禹に懲役2年、曹と劉に懲役1年6か月の判決を下した。
暗殺に関しては、安重根単独説のほかにも、異説が存在する。具体的には、暗殺時に伊藤が着用していたコートに残る弾痕から発砲位置を算出した結果、併合強硬派による謀殺説もある。当時伊藤に随行した室田義文首席随行員がおよそ30年後に話した舞台の真相によると、彼の肉に埋まっていた弾丸が安重根のブローニング7連発拳銃用のものではなく、フランス騎馬隊カービン銃用であり、また弾丸があけた穴の向きが下向きであることがおかしく、安重根からならば上向きになるはずであり、彼への命中弾は駅の上の食堂あたりからではなかろうか、ということである。しかし室田は事件当時は混乱していたためか、安重根の裁判では「数発爆竹の如き音を聞きたるも狙撃者ありしことを気付かず、少時して洋服を着たる一人男が、露国軍隊の間より身を出して、拳銃を以て自分の方に向ひ発射するを認め、初めて狙撃者あることを知り（中略）狙撃当時の模様は是以外に知らず」と証言した。
また別の例では、暗殺現場を間近で目撃したココツェフ蔵相が当日ただちに駐日大使に宛てて電報を次のように打っている。「……陰謀は明らかに組織的なものだった。昨晩、蔡家溝駅で我が警察はブローニング銃を持った3人の疑わしい朝鮮人たちをすでに逮捕していたという……」（ В.Н. Коковцов - Н.А.Малевский-Малевичу 13 октября 1909 г. // АВПРИ, Ф. 150, Оп. 493, Д. 171, Л. 175）。
暗殺の報道は暗号電報を受けた五十嵐秀助電信技師が、全文を受ける前に金子堅太郎に電話した。彼はただちに大磯の別荘に急ぎ梅子夫人に見舞いの言葉を述べたが、夫人は涙一つ落とさなかった。「伊藤は予てから自分は畳の上では満足な死にかたはできぬ、敷居をまたいだときから、是が永久の別れになると思ってくれといっていた」という。

## 死後

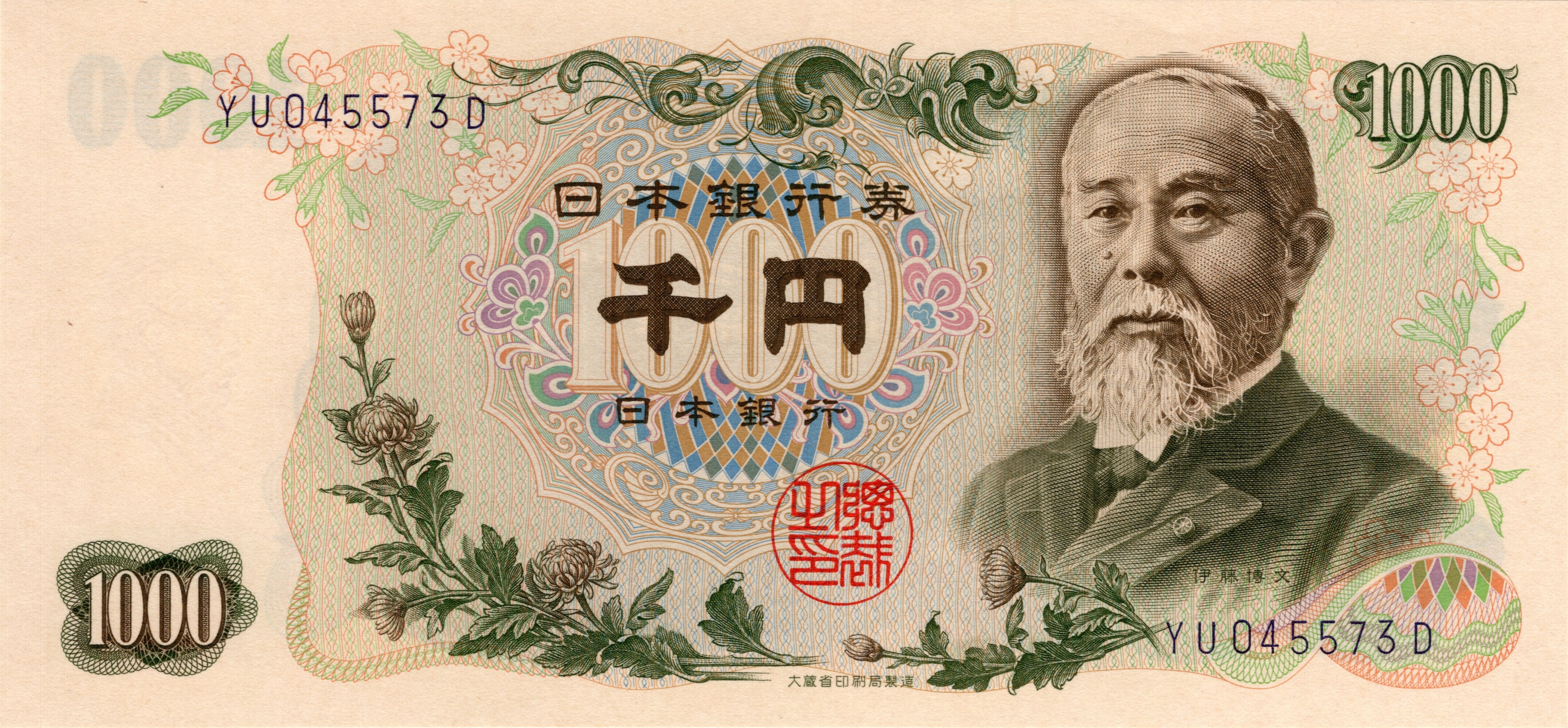
千円券の伊藤博文肖像

埋葬は東京都品川区西大井六丁目の伊藤家墓所。霊廟として、山口県熊毛郡大和町束荷（現光市束荷）の伊藤公記念公園内に伊藤神社があったが、昭和34年（1959年）に近隣の束荷神社境内に遷座した。記念公園には生家（復元）や銅像、伊藤公記念館、伊藤公資料館などがある。平成18年（2006年）5月、山口県はこの公園に隣接した山林に、森林づくり県民税で「伊藤公の森」を整備して光市に引き渡した。のちに日本銀行券C千円券（1963年11月1日 - 1984年11月1日発行）の肖像として採用された。

## 人物・業績

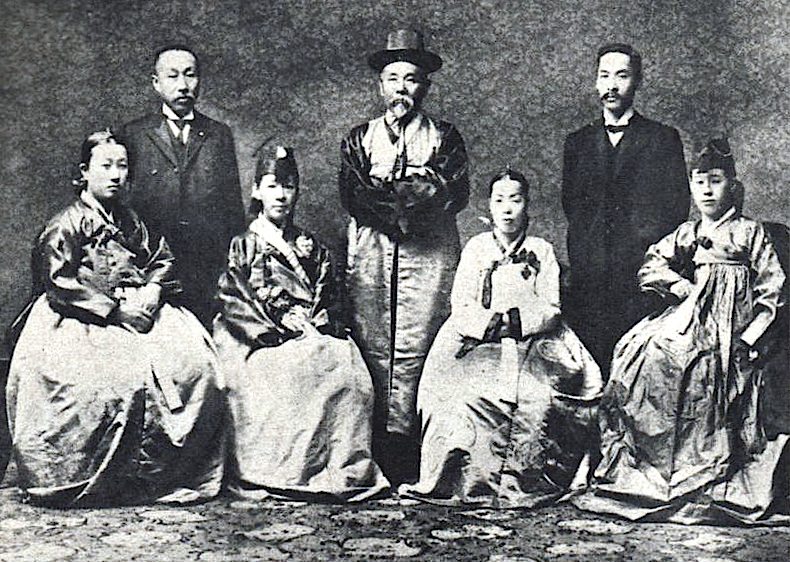
韓国の民族衣装を着て記念撮影におさまる伊藤（韓国統監時代、前列左から2番目が梅子夫人）

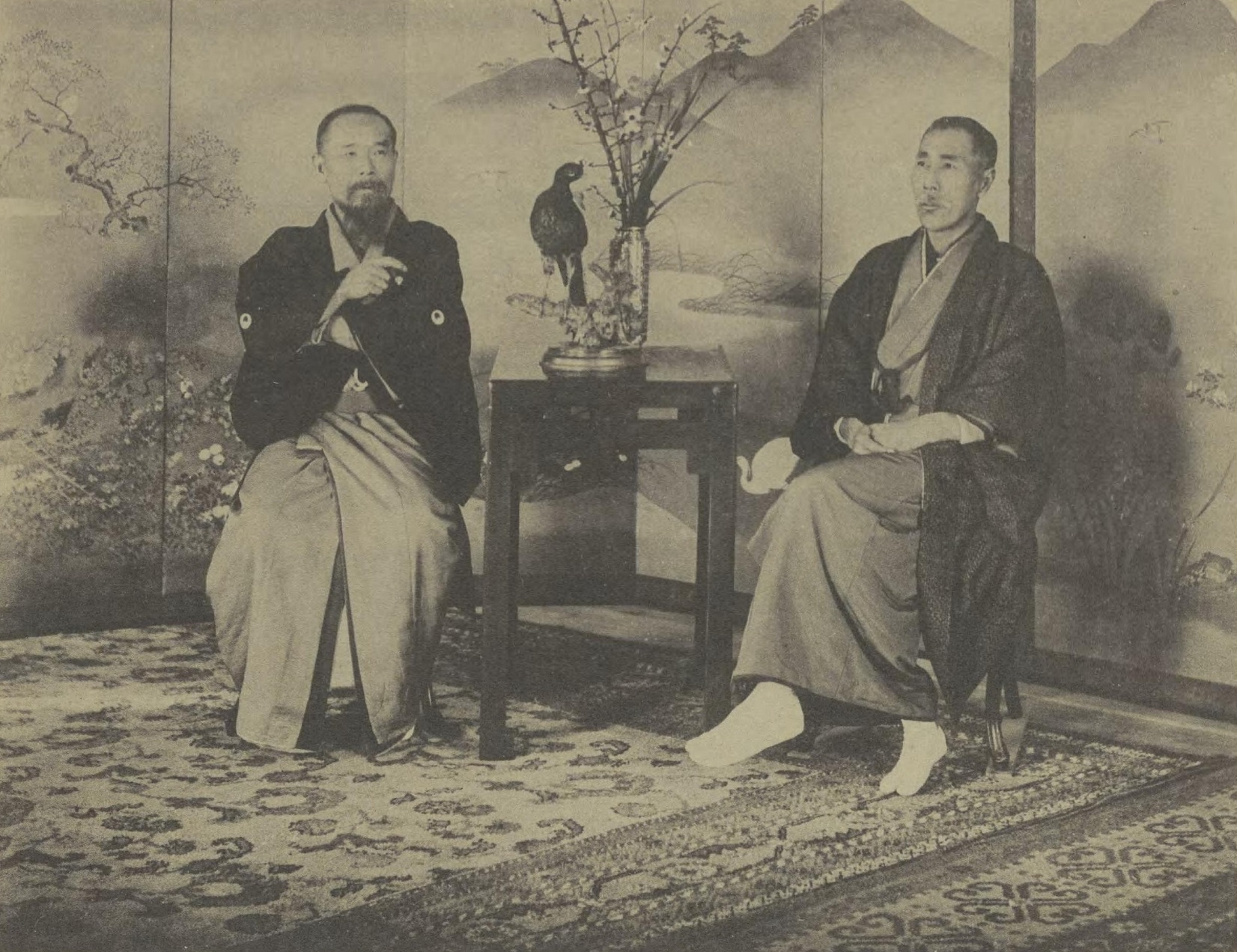
1896年（明治29年）1月、小田原滄浪閣におけるの伊藤博文と山縣有朋

明治天皇との関係
4度も内閣総理大臣を務めた国家の重鎮・伊藤と明治天皇の関係は、常に良好であったわけではない。明治10年代（1877年 - 1886年）、天皇は元田永孚・佐々木高行ら保守的な宮中側近らを信任したため、近代化を進める伊藤ら太政官首脳との関係は円滑でないこともあった（後年、伊藤が初代の内閣総理大臣と宮内大臣を兼ねた背景には宮中保守派を抑えるとともに、天皇に立憲君主制に対する理解を深めてもらう面があり、機務六条を天皇に提示して認められている）。また、伊藤が立憲政友会を結成する際には政党嫌いの天皇の不興を買い、その説得に苦慮したという。
しかし、明治天皇は伊藤を信頼していた。明治天皇の好みの性格は、お世辞を言わない無骨な正直者で、金銭にきれいなことだった。伊藤はこれに当てはまり、伊藤に私財のないことを知った明治天皇は、明治31年（1898年）に10万円のお手許金を伊藤に与えている。ただし、後述にもある伊藤の芸者好きに対してはほどほどにするようにと苦言を呈したこともあった。日露戦争開戦直前の御前会議当日の早朝、伊藤に即刻参内せよという勅旨が下り、伊藤が参内すると明治天皇は夜着のまま伊藤を引見し「前もって伊藤の考えを聞いておきたい」と述べた。これに対し伊藤は「万一わが国に利あらずば、畏れながら陛下におかせられても重大なお覚悟が必要かと存じます」と奏上した。また、伊藤は天皇から、東京を離れてはならぬとまで命じられていた。
女子教育
明治19年（1886年）、当時あまり顧みられていなかった女子教育の必要性を痛感した伊藤は、自らが創立委員長となり「女子教育奨励会創立委員会（翌年「女子教育奨励会」）」を創設した。委員には、伊藤の他に実業家の渋沢栄一、岩崎弥之助や、東京帝国大学教授のジェムス・ディクソンらが加わり、東京女学館を創設するなど女子教育の普及に積極的に取り組んだ。また、伊藤は日本女子大学の創設者、成瀬仁蔵から女子大学設立計画への協力を求められ、これに協力した。
女子教育者であった津田梅子とは岩倉使節団で渡米のとき同じ船に乗ってからの交流があった。日本に帰ってから津田は伊藤への英語指導や通訳のため雇われて伊藤家に滞在し、伊藤の娘の家庭教師となり、また「桃夭女塾」へ英語教師として通っている。津田は明治18年（1885年）に伊藤に推薦され、学習院女学部から独立して設立された華族女学校で英語教師として教えることとなった。また、津田とは気が合ったのか、帰宅してから家庭教師の津田と国の将来について語り合っていた。伊藤からみれば津田は同じ日本人の婦人というよりは、顧問のつもりであったという。
暮らしぶり
衣食住には頓着しない性格で、大磯で伊藤と隣り合わせで住んでいた西園寺公望は食事に招かれても粗末なものばかりで難渋したといい、晩年には私邸の滄浪閣を売り払って大井の恩賜館にでも隠棲しようかと梅子夫人を呆れさせてもいる。首相在任時にも自室の装飾などには無関心で、人から高価な珍品をもらっても惜しげもなく他人に贈ってしまったりしている。庭掃除などを官邸の使用人が手抜きしても気にもかけず、そのため次の総理が伊藤と知るや、使用人一同万歳したと言われている。
女好き
女好きは当時から有名であり、女遊びの相手が掃いて捨てるほどいたことから「箒」（ほうき）という綽名（あだな）がついた。時には先述の明治天皇にすら「少し女遊びを控えてはどうか」と窘められたこともあるという。地方に行った際には一流の芸者ではなく、二流三流の芸者をよく指名していたという。これは、伊藤の論理によると「その土地々々の一流の芸者は、地元の有力者が後ろ盾にいる。そういう人間と揉め事を起こさないようにするには、一流ではない芸者を指名する必要がある」とのことであった。40度の高熱に浮かされているときでも両側に芸者2人をはべらせたという。柳橋の16歳の芸者りょうを大正天皇の伯父・柳原前光と後落を争い、結果、前光が囲って産まれたのが柳原白蓮である。このさまを宮武外骨は自身が発行する一連の新聞で、好色漢の代表格としてパロディの手法を使い、たびたび取り上げていた。しかし実際は、伊藤にはそれほど多くの子どもはできなかった。衆議院議員松本剛明はその子孫の一人である。
ちなみに、日本で最初のカーセックスを行った人物と言われる。
民族衣装

伊藤と妻の梅子が韓国の民族衣装を着ている写真が遺されている。韓国統監として朝鮮人の民族衣装を身に纏った。伊藤はまた韓国皇太子李垠を日本に招き、日本語教育を行っている。
操り人形発言
お雇い外国人であったドイツ人医師のエルヴィン・フォン・ベルツは『ベルツの日記』の中で、伊藤が会議の席上、半ば有栖川宮威仁親王の方を向き「皇太子に生まれるのは、全く不運なことだ。生まれるが早いか、到るところで礼式の鎖にしばられ、大きくなれば、側近者の吹く笛に踊らされねばならない」と言いながら、操り人形を糸で踊らせるような身振りをして見せたことを紹介している。
通称の変遷
当初は自身の曽祖父「利八郎」と「助左衛門」から「利」と「助」をとり「利助（りすけ）」と名づけられたが、「としすけ」とも読み「としすけ」の音から「俊輔」とも書かれるようになり、そうなると今度は「しゅんすけ」と読まれることになり、その音から「春輔」とも表記され、さらには「しゅんぽ」と読まれたため、最終的に「春畝」を号にしたものである。
フグ料理との関わり
古来から毒魚とされ、明治維新後も食用を禁止されていたふぐ料理を明治21年（1888年）、周囲の反対を押し切って下関にて食した際に大変気に入り、当時の山口県知事に解禁するよう語って食用商用のきっかけをつくったと伝えられている。
父十蔵の厳しい教育と少年時代の厳しい境遇
萩における利助は、「小若党」として藩士諸家のもとで雑用を務めていた。ある日、利助の仕事ぶりを十蔵が密かに窺ったことがある。十二歳の利助は福原家の玄関近くの一間で、夜中一人で留守番をしていたが、父の姿に気付いて、泣きながらこれにすがりつかんとした。父は子を厳しく叱りつけ、そのまま去ったという。
児玉家に奉公していた時期、他家を訪問していた主人は、雪が降ってきたので、履物を借りて帰宅した。主人は利助に命じ、その履物を先方に返却してくるようにと言った。利助は大雪を冒して出かけ、その帰り道、余りの寒さに実家に立ち寄らんとする。しかし父は、白湯一杯さえ与えず利助を追い返したという。
伊藤公爵家系譜
『伊藤博文伝』の冒頭には、「伊藤公爵家系譜」というものがある。全九ページにわたっていて、その始祖は孝霊天皇ということになっている。
その他のエピソード

当時大磯には伊藤をはじめ、政治家の別邸が立ち並んでいたが、土地には伊藤の人柄について次のような逸話が残っている。「山縣は護衛の人が付き、陸奥は仕込み杖をもつて散歩するが、伊藤博文は、平服で一人テクテク歩き、時には着物のしりをはしょつた姿で出歩き、農家に立ち寄り話しかけ、米の値段や野菜の価格なども聞き、暮らしのことなども畑の畦に腰掛け老人相手に話すことがあった。村の農民や漁民などは伊藤を「テイショウ（大将）」と気軽に呼んで、話しかけた」
憲法制定に際して担当官に対し「新憲法を制定するに、伊藤は一法律学者であり、汝らもまた一法律学者である。それ故、我が考えが非也と思わば、どこまでも非也として意見せよ。意見を争わせることがすなわち新憲法を完全ならしめるものである」と訓示している。今よりも特権意識の強い時代の政治家としては異例の見識であるとされている。

### 嗜好
- 関直彦 「伊藤伯もまた葉巻を好まる。嘗て余が東京日日新聞の社長たりし時、しばし伺候しては度々御厄介になりしのみか、憲法発布後その自著の憲法訳義一冊を自著して贈られたれば、その御礼に何がなと思いつつ葉巻が嗜好と気付きたれば、横浜に出向き、洋館の煙草屋にて一本一円ばかりの葉巻（専売前ゆえ、今日の二円のものより遥かに上等のもの）を二箱（五十本）を贈呈せり。その後十日ばかりを経て、再び伺候せしに、公は御機嫌にて、『関、貴公もシガーが好きらしいが、良い葉巻を一本分けてやろう、喫んで見よ』とて一本を割愛せらる。見れば先日余より贈呈したるものなるが、公は之を忘れられて、自慢せられて余に分かたれしものなりき。頭にはただ国家あるのみ、誰から何を贈られしか、そんな小事は気にも止めず、とんと忘却せらるるも誠に無理ならぬことなり。余としては進呈せしものが、公の意に叶いしを知り、大いに満足でありし」[57]

- 松井広吉
  - 「公は午餐に大抵軽い洋食を取られるが、晩は日本食が主で、時として洋食だとのこと。酒は葡萄酒と日本酒であった。葉巻煙草は当時の金で一本五十銭位なのを吹かし、鬚の焦るまで吸われる」[58]
  - 「早くから茶道の嗜好が深く、茶会の料理にも抜群の手腕があった。現に客などを招かれる場合には、公自身台所に出張して、一々盬梅を嘗め試みて、矢釜しく板前を指揮されたという。公の薨去後、同家の料理人は麻布桜田町へ興津庵という料亭を出したが、流石に公から仕込まれた包丁の腕前で、食通を悦ばせている。来客にも公と縁故のあった人々が多く、山縣公、杉孫七郎子、その他の連中も皆来客帳に自署しおられ、今や手狭ながら帝都名物の一つともなっている」[58]

- 吉田武子「公爵は琵琶が何よりもお好きのこととて、毎日自分に琵琶を弾ぜしめ、これを聞くを楽しみとなし居られたり」[59]

## 評価

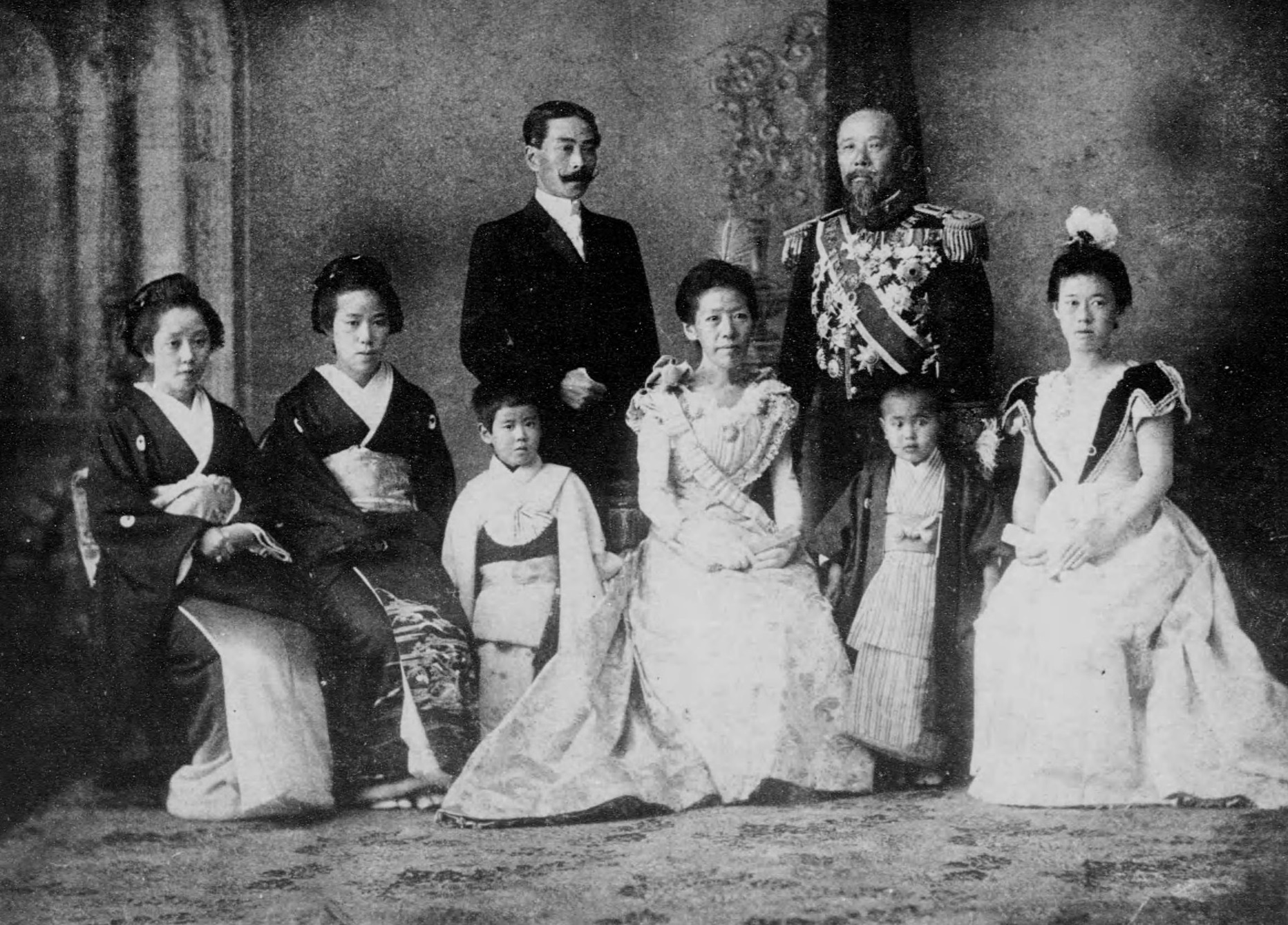
1899年（明治32年）10月29日、伊藤家の家族写真。後列右が博文、左が養子博邦。前列右から次女末松生子、孫末松春彦、梅子夫人、孫西清子、三女西朝子、博邦夫人多満子

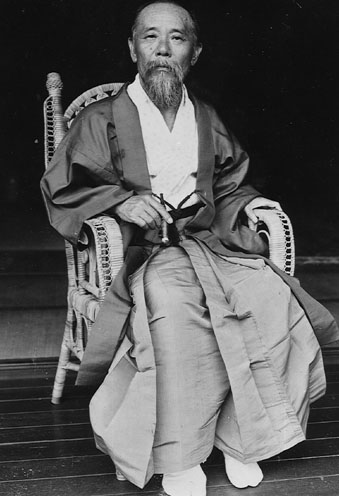
1909年（明治42年）8月、
大磯での博文

伊藤博文は豊富な国際感覚を持っていた穏健な開明派で、日本の近代化、特に憲法制定とその運用を通じて立憲政治を日本に定着させた功績が大きい。
明治初年より開明派と目されていた人物で、諸制度の近代化と立憲制への転換を主導した。議会の開設にあたって当初伊藤は「超然主義」を宣言して政党を無視する立場をとろうとしたが、初期議会の経験から政党内閣の必要性を痛感すると、自ら率先して政党の組織に乗り出すなど、状況の変化に柔軟に対応する人物だった。
アジア最初の立憲体制の生みの親であり、その立憲体制の上で政治家として活躍した最初の議会政治家として、西洋諸国からも高い評価を得ている。
伊藤は1882年（明治15年）から翌年にかけてドイツ・オーストリア・イギリスなどヨーロッパ諸国を歴訪して憲法調査を行った。その際に伊藤は議会権力の弱いドイツ・オーストリア型ばかりに固執していたわけではなく、議会権力が強力なイギリス型も将来の視野に入れていた。そして1889年（明治22年）に明治憲法を制定して以降、明治天皇の理解も得て数度の憲法危機を憲法停止させずに乗り超えて立憲体制を維持した。1900年（明治33年）に立憲政友会を創設した後は政党政治も推進した。西洋のドイツでさえ憲法を一度停止する事態に追い込まれていたため、憲法を一度も停止することなく立憲体制を存続させた伊藤は、イギリスはじめ西欧諸国から立憲主義・議会政治の父として高い評価を受け続けた。
外交面では冷徹な政治的リアニズムに基づき、国際協調路線を重視し、日露戦争開戦にも朝鮮併合にも慎重だった。他方で朝鮮や中国に対する政策の面では強硬姿勢をとることもあり、日清戦争の講和交渉や日露戦争後の対韓政策などにおいて日本の利益実現のため強圧的交渉を行っている。
伊藤の穏健な政治路線は、山県有朋らの保守派官僚層と対立することが多く、彼らは伊藤の外交を軟弱外交と批判し、また伊藤が政党を結成することに対しても否定的反応を示していたが、明治天皇からの信任は強く、明治期を通じて伊藤は元老中第一の実力者として内外政策に大きな影響力を持った。陽気な開放的性格で国民からの人気は高かったが、強固な派閥を作らなかったため、晩年の国内政治への影響力は、広い派閥網を形成した山県有朋に劣ったという。

### 同時代人の評価
- 吉田松陰
  - 「才劣り、学幼し。しかし、性質は素直で華美になびかず、僕すこぶる之を愛す」
  - 「俊輔、周旋（政治）の才あり」

- 高杉晋作 「（井上）聞多は面白い奴なり。後来あるいは役に立つともあれば、御世話頼み申し候。（伊藤）俊介も才子なり。これまた同様御見捨てなく御教導を願い候」（山縣有朋へ宛てた手紙）

- 大久保利通 「伊藤は長州の人ではあるが実は天下の英物である。成程才子に相違ないけれども決して君の言う様な才子ぢゃァない。国家経綸上に就いて、自分はモウ悉く伊藤に相談をする。一から十まで話す。鎖港攘夷の時と違うのであるからドウかよく百年の後を達観する程の見識ある人とよく用いなければならぬ。それに当る者は伊藤である。しっかり見識が立ってそうして之れを応用する力の有る人である。私の政策は悉く彼の人に相談する。彼の人と共に談ってやるのである。すっかり信じて秘談を話す」[62]

- 井上馨は自身が刺客に襲われた際に駆けつけた伊藤の様子について「（伊藤は）自分の枕辺に涙をホロホロ落とした。自分は（喋ることも出来ないので）ただ手まねで、お前も危ないから一刻も早く帰ってくれと頼むようにせきたてたけれど、なかなか枕許を離れようとしなかった」と語っている。

- 伊藤真一 「私の記憶に残っている父は、非常に記憶力のいい人でした。古い話を何月何日まで正確に覚えておりました。また浴衣を着て胡坐をかいている時でも、話が明治天皇のことになると、自分はもちろん私達もきちんと正座させられ『天子様がね……』というように話をされたものです。『キサマ維新史を読め』父は私に良くこう申しました」[63]

- 大隈重信
  - 「伊藤氏の長所は理想を立てて組織的に仕組む、特に制度法規を立てる才覚は優れていた。準備には非常な手数を要するし、道具立ては面倒であった。氏は激烈な争いをしなかった。まず勢いに促されてすると云うほうだったから敵に対しても味方に対しても態度の鮮明ならぬ事もあった。伊藤のやり口は陽気で派手で、それに政治上の功名心がどこまでも強い人であるから、人心の収攬なども中々考えていた」
  - 「専門分野の知識に偏るのではなく多方面に知識が豊富な政治家であった」
  - 「常に国家のために政治を行ふて、野心のために行はなかった」[64]。

- 黒田清隆 「日本の今日あるは、実に公の慧眼達識に負う所多きは言うをまたず、殊に憲法制定の如き公なかりせば誰れが今日の如き良果を挙げ得べかりしかと思わるる位なり」[65]

- 松方正義 「（慶応三年）その時分から伊藤公は才気横溢して諸藩士の間に頗る重んぜられて居た。（新政府においても）工業に、法制に、行政に何事でも適く処として可ならざるはなかったのは、実に伊藤公が大智円満の人で、他に比類の少ない所であろうと思う」[66]

- 後藤象二郎 「公に於いてその最も偉大なりし点を言えば、その生涯の常に発展しつつ、進んで嘗て一日も一所に停滞する事をなさず、無限の精力を以て一意公に奉じ恬淡無欲遂に何事にも拘泥する事をしなかったという点にある。もし公の一生を通じ、何れの時代がその最も精力を蓋し、その最も能く修養鍛錬を経た時代かといえば、木戸、大久保両公の間に周旋して、その融和を計り、両公を開発指導して、その智願を開かしめ、終に維新回天の事業を成さしめたその時であろう。維新の業成ってその位置を作ってからは、周囲の人々は却って公を開発指導した。公はこの開発指導を受けて、能く之を消化し、之を容れて、即ち今日を円熟した人である。公の如く偉大にして、しかも順潮に最も立派なる一生を終始した人は、蓋し何れの時代の偉人と比較するも到底相比すべき者は一人もなかろう」[67]

- 板垣退助 「予は既往に於いては公を敵にもし、又味方にもしたりき。さればこの点に於いては単に公と交際厚き人の語る月旦よりは、予の述ぶる所は幾分かの興味多きを信ず。概言すれば、伊藤公は明治の国家に対しての大功労者たるに疑いを容れざるなり。木戸時代の知恵袋は伊藤公なりき。大久保を援けたるもまた伊藤公なりき。公は確かに明治政治家の大立者として、また文明の指導者として、終生忘る可からざるの恩人なり。公嘗て予に語って曰く『予は朝に在って憲法に尽力せり。君は野に在って憲政の民を指導促進せり。およそ人は始めあって終わり無かる可からず。憲政有終の美をなすは、互いの義務となさざる可からず』と。以ってその憲政指導者としての抱負を見るに足る可し」[68]

- 西園寺公望 「伊藤の話を聞いて見ると、その経綸の順序が立って居って、その遣り方には上手下手はあるかも知らんが、その順序は結構だと思った。また是だけの話が出来る人は多くあるまいと感心したのです。（大久保は）政治の事は殆んど伊藤に任せて居ったのであって、伊藤はその信任を得てこれを背景としてつかえて居ったから行けたのである。その代り総ての事が軍配は薩摩の方へ五分の三、長州の方へ五分の二を取ると云う地位を保って居た。且つ至って聡明な人であったから遣る事が私の心でないから行けたのです。その時分から能く言った事であるが、伊藤は鈍忠だと行って居た。その間には反対側からは色々悪口を言われたり、俗吏等からは怪しく見られたりした事もあったろう。伊藤は極く淡泊で金を出してやる事が嫌いであった。また自分と交渉がなければ相手にせぬと云うような風であった。山縣や大隈などと違って、薩摩人とも違って、執着が少ない。要するに何うも人を使う事を知らぬのです。山縣の評に伊藤は善い人だが自分の補佐の人を得なかったと今でも言うが兎に角、自分が聡明過ぎて居った為めに人を使ってはもどかしいのであったろうと思われる。それで子分と云う者がなかったようです。この点に於いては井上程人を世話すると云う事が出来なかったようです。また伊藤が人才を用うると云う場合には何処でも構いはない。それは長州人であろうと、薩摩人であろうとそんなことは構わなかった。しかし薩摩人には余程鉾先を避けて居ったようです。それも時代に依りますが、盛んな時と晩年とは余程差がありますが、先ず自分のものを一つ渡して向うのものを一つ取ろうと云う主義であった。桂（太郎）などは取るだけは自分で取ろうと云うのであったが、伊藤は之と違う。大久保の評でも伊藤は聡明な人であると云う事をたしかに言って居る。岩倉もそう言って居る。伊藤の一生に就て支那の李鴻章が伊藤を評して治国の才と言って居る。言を換えて云えば王佐の才と云うも同様で治国の才は容易く許すべきものではないのですが、是れがチャンと支那の歴史に載って居るのです。政党内閣を理想としたのも伊藤です。その点に於いては山縣などと違って憲法政治をやるようにしたのは伊藤の力であるのに徴してもわかるのです。一体伊藤は理屈が好きで演説などはまるで下手だけれども座談は中々上手で一杯酒でも飲んで調子に乗って来るとその鉾先あたるべからざるものであった。伊藤は勉強家ではなかったようです。尤も必要な時には偉い勉強もしたのですが、普段は決してしない。マア偉い勉強家とは思いません。手紙を書くことは中々上手でした。しかもその文章が一番上手で是れも初めのほうはそうでもなかったようですが、晩年に至ってはいくらか注意して書いたようでした。兎に角非常に聡明で智慧があったから前途を見て是れは止した方が宜いと見たら直ぐなげ出して仕舞う。前にも云う通り総てが彼の取りえは碁盤の目を盛ってからと云うそれだけです。それに基礎を置いて掛かるのだから究極に陥って腰弱く逃げ出すと云うような事はなかった。また涙脆いとか義侠心が何うと云う事は余り感じませんが廉潔であったことは非常なものです。兎に角皇室中心と云う事に基いて実際自ら手を附けてやって居る。誰でも忠義々々と口には言って居るけれども、実行と云うに至っては中々六かしい事である。それが維新後沢山の法規が出来て今にその遺志をつないでやって居るような訳で是れは伊藤の経綸の成功と謂って宜かろうと思います。伊藤の事を明治の叔孫通と評した者がありますが、是れは半分は悪口のようですが……。才不才の間と云う事を云いますが、明暗双双と云い伊藤はその評です。一方から見ると甚だ愚のような、目から鼻に抜けるような才ではないようでした。鈍なような人で所謂明ばかりでなく暗の方が沢山ありはすまいかと思うような事がありました。国家の政治の才から云えば、前申したようでありますが、個人としてつきあって見ますと明も沢山あるが暗の方も沢山あったようです。正直で一寸見ると鈍根ですナア」[69]

- 渋沢栄一
  - 「私が初めて公にお目にかかったのは明治二年で、当時大蔵省に改正係というものがあって、制度文物百般の調査をして段々改善をして行くという今日の調査局見たやうなものであった。余は即ち其の掛り長で伊藤公は総裁というような役であった。其頃から公は事務に熱心で何も彼も自分で遣る。決して事を疎かにするような事はなかった。勿論当時は極めて百事錯綜して大いに改善して行かなければならぬという時であるから、安閑として椅子に凭れて居る訳にも行かなかった。併し公は特に熱心であった。人は地位が進み身分が高まると、兎角自ずから事務を執ることをしない。皆下級に命じて自分は何もしないで唯だ坐って居るという風であるが、公は決して其の事がない。是れは其の当時ばかりでなく終生変わらなかったようである。三十九年頃余は朝鮮に行って公に面した際にも公は卓によって切りに事務を執って居た。電信のようなものでも、又た一寸した意見書などのようなものでも総て自分で書かれた。実に敬服すべきである」[70]
  - 「どうも激しい議論家で、どこまでも論じて、相手を説破せねば止まぬという風の人でありました」[71]
  - 「なかなか優れた才を持っておられた方ゆえ、志は政治にあっても、いろいろさまざまの芸があらせられた御仁で、詩も作れば書も達者、音曲のことも心得ておられるという風であったのだ。しかしやはり一生政治に囚われ暮された方で、死ぬまで政治の囚われより全く脱してしまわれる訳には参らなかったらしく思える。つまり哈爾賓で亡くなられるまで、政治癖から抜け切れなかった方であるとみるのが至当だろう。しかしまた公が政治に囚われて、政治に終始せられた結果、今日の日本をして、立憲国としての繁栄を享有するを得せしむるに至らせられたのは、全く以て同公に先見の明があらせられたからの事で、その功績に至っては、決して忘却すべからざるものである。この一点のみでも、伊藤公は実に優れた豪い人であったと謂わねばならぬのだ」[72]
  - 「伊藤公は何事においても、常に自分が一番えらい者であるということになっていたかった人である。そうじて長州人は薩摩人に比べれば人当たりが穏当なものであり、伊藤公とても決して人当たりが悪かった方ではない。至極穏当なところのあった御仁ではあるが、それでも横合いから他人が出てきて、公の知らずにいることを教えてあげようとでもすれば、『そんなことは疾うの昔から知ってるぞ』といったような態度に出られたもので、何事につけ、自分が一番えらく、自分が一番物知りになっていなければ気が済まなかった御仁である。伊藤公は碁なども打たれたが、決して上手ではなかった。むしろ下手な方でザル碁（漏れの多い下手くそな碁）の方だったのだが、それでもなお碁において『自分が一番だ』ということになっていたがった方だった。いかに盤を囲んで勝負が決まり、ご自分が負けになっても、決して『自分は碁が下手である』などと参ってしまわず、何のカンのと理屈をこねあげて、『やはり自分が、一番碁が上手』ということにしてしまわれたものである。また他人が起草した文章なんかを見られても、決してそれをすぐ誉めて、『なかなかうまい』などとはいわなかったものである。『そこの文字の用い方がどうである』『それでは少し書き方が長過ぎる』『そんなことは書かなくともいい』『もう少し何とか書きようがありそうなものだ』とか、いろいろ好んで難癖をつけた。文章においても『やはり自分が一番えらいのだ』ということになっていないと、気の済まなかった方である。しかし、『そんならどう訂正したらよろしかろうか』と、一歩踏み込んで問いかけてみると、公はもともと文章のうまく書けなかった御仁であるから、ちゃんとした返答ができず、とても曖昧な調子で、『そこはその……何とか考えて……うまく』などと答えられ、確かな文案があるのでも何でもなかったものである」[73]
  - 「伊藤公の如きは何事にも自分が一番豪いと思ふ慢心があつて。下問を恥ぢぬといふ徳はなかつたやうに思はる」
  - 「明治維新前後には随分人物も多く現れたが。伊藤公でも、大隈候でもまた井上候でも。皆善に伐りたがる方であつて「おれは是程豪いぞ」と言はぬ計りに吹聴せられ。善に伐らぬ人は甚だ少なかつた」[74]

- 犬養毅 「公は職務を行うに、賄賂を使ったことはなく、公自身もまた賄賂を要求することはなかった。公を批判する者はいれども、公の金銭に関する清廉さを非難する者はいない」

- 谷干城 「公は憲法制定の大功臣である。初め自由党のごときは乱暴にも主権在民的憲法論を振り回して急いで憲政を敷くことを企図したものであるが、公はこの怒涛澎湃の中を漕ぎ抜けて万事遺漏なき準備の後、明治22年に至って公の起草した憲法を発布し、欧州の憲法史に見られるような凄惨な流血の歴史を繰り返すことなく、平和円満のうちに我が国民を憲政の恩恵に浴せしめた。当時もし自由党の言う通りに行って、明治8年、9年ないし明治14年、15年の段階で憲法を発布したらどうだろう。我が国民はいまだ憲法が何であるか理解できる状況にない故にその議会政治も専らケンケンガクガクとした政客の論争で終わり、真の憲政の運用は到底実現することはなかったであろう。この点においても伊藤公は特に偉いと言わねばならない」[75]。

- 尾崎行雄
  - 「余が公の人物に於いて最も敬服せるは第一に公の人格が高潔にして且つ其の政治道徳の比較的秀でたる事、第二に性質円満にして調和的資質に富まれたる事、第三に事物に執拗凝滞せず且つ極めて利欲の念に淡かりし事、第四に天真流露、愛憎を以て公器を私せざりし事等の諸点なり」[76]
  - 「山縣は面倒見が良く、一度世話したものは死ぬまで面倒を見る。結果、山縣には私党ができる。一方、伊藤はそのような事はしない。信奉者が増えるだけで是が非でも伊藤の為に働こうとする者はいなかった。しかし伊藤はそれを以て自己の誇りとしていた」[77]
  - 「伊藤伯は才子なり。才子の功労を経たるものなり稟質多血性なるがため、多情多愛にして、その嗜好する所広く且つ多し。詩文を作り、書画を好み、英語を善くし、弁論巧みに、学は即ち和漢洋の三端を窺へり。もし才芸の多少を比較すれば、世間恐らくは之が右に出るもの少なかるべし。（中略）伊藤伯の手腕は、山縣伯と比すれば頗る敏活なるべし。然れども勇断果快の資質に乏しきが故、鋭利の働きをなすあたわず。常に調和瀰縫の忙しくして、その束縛する所となる」[78]
  - 「伊藤公の人物について最も特色と見るべきことは執着心のないことである。人に対しても物に対しても。だから役人でも気に入る間は思い切って使うが、役に立たなくなると平気で棄ててしまう。あるとき身辺の者が公に向って『犬養でも星でも彼等には終身離れぬ乾分が大分ある』と話したところ、公は『俺はその反対で、乾分を作らぬということが俺の長所である』といった」[79]
  - 「経済のことは若い頃から井上候に一任して少しも研究しなかったためか、公私ともに公の経済知識はすこぶる幼稚であった」[79]
  - 「伊藤公は大変怒りっぽい人だった」[79]
  - 「公の主義思想は何事に対しても決して極端に走らず、常に中正を保ち、調和を旨とせられたり。世間往々公を評するに、姑息、八方美人を以てしたるは之が為めなり。是れ実に公の短所たると同時にまた得難き長所なりき。公はまた毫も物に凝滞せざる人なりき。例えば政治上に於ても敵を窮地に追及して完膚なからしむるが如きは、公の決して為さざりし所なり。その他一器一物に付ても毫も之に執着するの念なく、従って利欲に極めて冷淡なりしこと、また公の一美質とす」[76]
  - 「伊藤のしたことに過失はあっても悪意はなく、あれくらい公平に国家のためを思えば、まず立派な政治家といってよかろう」[80]

- 三浦梧楼
  - 「伊藤とは、俺は小僧の時からの知り合いだから、まあよく知って居るほうぢゃろう。あれはなかなか豪い奴だよ。井上がいう様に、伊藤の頭脳はあくまで組織的だ。それに欲がない。金の点に於いては大隈、伊藤は全く綺麗なものぢゃ。しかしな、欲といっても金ばかりが欲ぢゃないからのう。欲といえば、それは名誉さ。全く名誉の点に至っちゃ、伊藤は三つ四つの子供だよ。（中略）どうもその名誉欲は非常のものだった」[81]
  - 「伊藤は存外稚気があって、比較的率直だった。山縣は『俺は唯一介の武弁だ』と言った調子で、表をつまらぬもののように見せかけておった。これが二人の間の相異なる点である。ある時、郷里のものが東京に出て来て、二人の所を訪ねた。それが後にて、『山縣さんへ行くと、お取扱いが誠に親切であったが、伊藤さんは大違いで、ろくに話も聞いて下さらない』と言うから、我輩が『なるほどそれはちょっと左様見えるが、伊藤の泣く折りは、本当の涙を出すが、どうも目白（山縣）の涙は、当てにならんぜ』と言ったことだが、これは二人に対する適評だと思う」[82]

- 高崎正風 「誠に大久保公の言われる通り、一を聴いて十を知るの才である」[83]

- 牧野伸顕
  - 「伊藤さんは相手が大臣だろうが、書記官だろうが、また老人だろうが、青年だろうが、そのようなことには一切頓着なく、そういう意味で非常に親しみ易くて、誰であろうと相手の言うことを熱心に聞き、また時には言ってることが間違ってることを遠慮なく指摘するという風だった。全く坦懐な人で、満州で遭難された時は一時世の中が真暗になった気がした」[84]
  - 「伊藤さんは始終洋書等を読んでおられ、もの解りはよく、記憶もよく、山縣、井上など皆偉い人だったがそれぞれの型があったのに反して伊藤さんにはそれがなく、何でもござれという風で、好悪の感情によってではなく問題の如何で動く人だった」[85]

- 関直彦 「伊藤公は官僚の巨頭」[57]

- 松井広吉

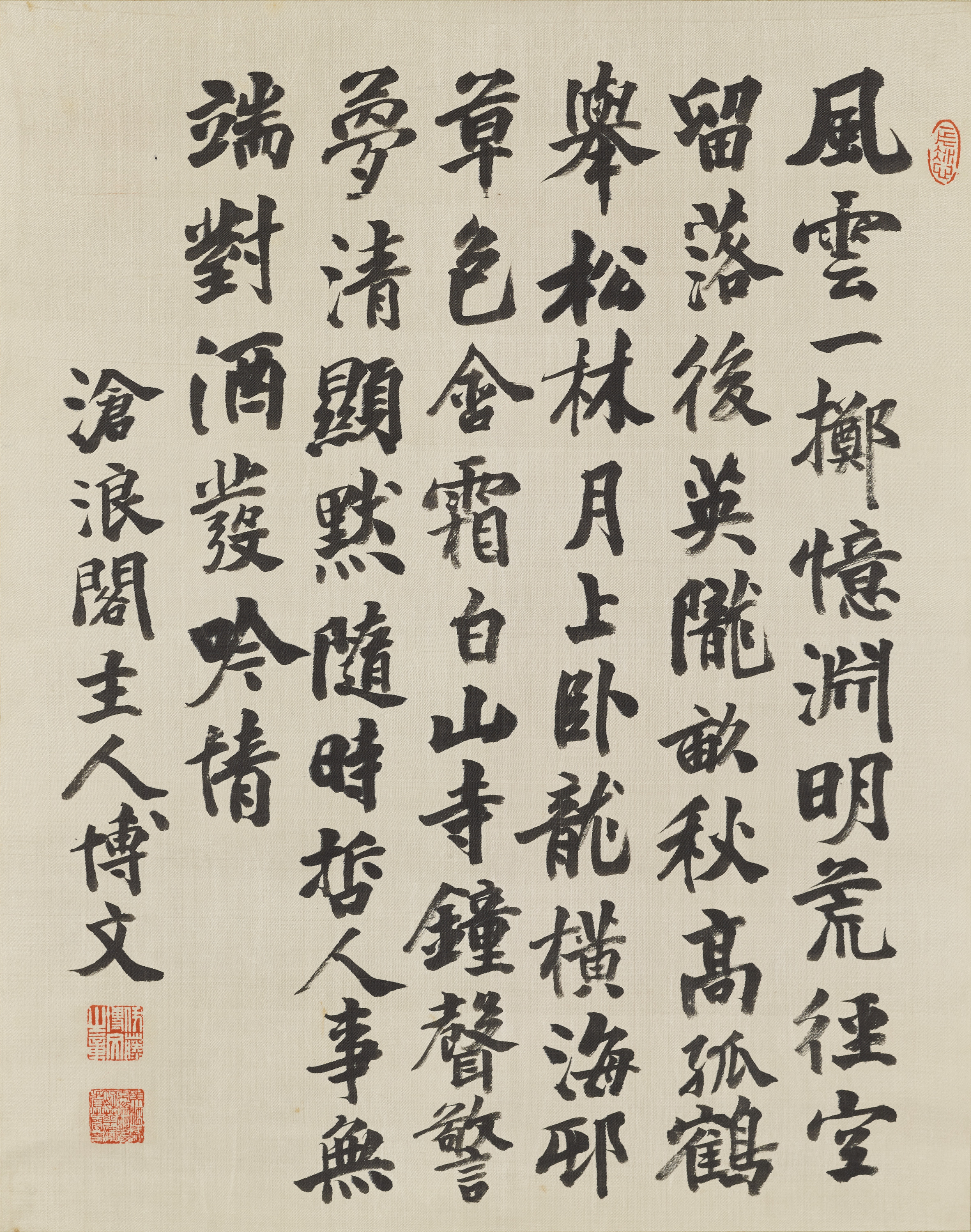
伊藤の漢詩の書（東京国立博物館所蔵）

  - 「英語はもとより達者であり、漢詩漢文から筆札も巧なので、その秘書官たる者は骨が折れるようで、実は一方ならぬ気苦労で、容易な人には勤まらぬ。伊東巳代治伯の如き人物なればこそ秘書官も書記官も勤まると、一時公の秘書官となった頭元元貞氏がシミジミ語られたこともある」[58]
  - 「公の身体は先天的に強い上、少壮から鍛えに鍛えられた為か、驚くべき頑健振りで、喉頭病に罹られた場合など、医師の与えた濃茶褐色の薬液をば、公自身毛筆に浸して、無造作に口中へ突っ込み、グルグルかき回し、跡をうがいして、またまた煙草も吸い、酒も飲み続けられるという状態で、余はその無茶と健康とに舌を巻かざるを得なんだ」[58]
  - 「公が開明的で、公明で、政権になど執着されぬ美点は別に伝わるものがあるから、余の申すを待たぬが、公は辞職をして悠々野鶴を学ぶと、やがて体重一貫匁位怱に増加するよといわれたことが一再でなかった。以て国家に奉公の苦心の尋常ならぬことが知られると共に、余などは自然に頭の下がるを禁じ得なんだ」[58]

- 中江兆民 「今日、伯子男爵政治家中、第一流の政治家なり。機敏幹錬周到、勤勉等の数形容詞は、伯の固有名詞の上に冠して始めて妥当なるを覚う」[86]

- 長澤柳政太郎 「明治十七八年当時に於いては、殆んど学問するものは寧ろ愚物視せられしを以て教育界の沈鬱せしもまたむべなりしなり。伊藤公が主としてこの情弊を破られ、人材登用の為に文官任用令を制定し、大いに教育ある人士を登用するの途を開かれたるは、単に行政上の功業たるのみならず、之が為に教育界の興隆を勧め、遂に今日の盛況を得たるなり。之れ実に伊藤公施政の結果として、国民は公の恩を謝せざるべからず」[87]

- 三輪田真佐子 「亡夫綱一郎と伊藤さんとは維新時代からの知己で御座いまして、その時分から能く御目に懸って居りましたが、昔から金銭と云う事には一向おかまいが無いようで御座いました。明治の初年から五六年頃迄のことでした、全国有志会と申すものが建てられまして、伊藤さんも綱一郎もその会に加わりましたが、その頃伊藤さんは御自分の月給全部を寄付なされて平気で居られたそうで御座います。また伊藤さんは位人臣を極める御身分でいらせられながら、その御手軽なことは昔日と少しも御変わりが御座いませんで、会抔へ御出に成りましても、何時御出に成りましたか判らぬ程で御座いまして『アア伊藤さんが御出なされたから御挨拶申上げて来よう』と申すような次第で御座います。御見受け申したところ、御服装も極めて質素な方で、別段是ぞと眼を止めるような派手なところも御座いません。併しお年齢に似合わず大変に若く見えます。そして暖炉の前でお腰を撫でながら昔話などを為されまして御演説とても学者らしく六ヶ敷事も仰らずに淡泊としたもので御座います。殊に吾々婦人が感謝しなければ成りませんのは、吾々の為に御尽力下さって婦人の地位を与えて下さったのも全く伊藤さんで御座います。以上申し上げた次第で詮じ詰めて申上げれば、極めて平和で円満なお方で御座いました。唯欠点と申しますれば、新聞などにも度々出ましたですが、婦人を側に近付けると言うような事で御座いまして、それさえ御座いませねば誠に神とも尊ぶべき方だろうと存じます」[88]

- 三宅雄二郎 「伊藤公の陰には必ず女があった。併し伊藤公の女に対する必ずしも多淫多情の結果ではない。一寸煙草を吸って気を転ずるその煙草代りに女を取ったのである。藤公は眼中唯国家あるのみ。風俗や人情や是等は顧みるにいとわなかったのであろう。婦人の貞操に対してもどの位まで尊重して居ったか……。かかる事には余り意を留めなかったらしい。故に文部大臣が折角真面目な訓令を発しても、上に立つ人が反対の行動を取る為め滑稽に感じらるる事もないでもなかった。併し翻って考えれば、藤公が女に対して自由主義、開放主義であった為、人も自然と近づき易く、その花々しい生涯は一は之あるが為めである。もし藤公が道徳堅固の君子人であったならば、今日の如き派手な名声は得られなかったかも知れぬ」[89]

- 宮武外骨 「我輩は伊博（伊藤博文の略）を平凡の常人なりとは云はない、されど彼の死は世界の大損失ドコロか、日本の小損失にもあらずとするのである。（中略）明治十三四頃、國會願望者なる者全國に蜂起して東京に押寄せ、若し之を聴かずんば極端の暴動も起こるべき輿論の大勢に迫られ、餘義なく十年後を期して輿望を達せしむる事にしたのであって、在朝伊博の輩は、只其時代の要求に屈服したに過ぎないのである。斯かる輩を指して立憲の大元首と賞揚するが如きは、往事迫害を恐れずして自由民権の論を主張せし民間の志士を無視するの甚だしき者である。（中略）非命の死に同情を寄せて、死者を哀惜するのは人情の常であるから、我輩とても亦其事を非難しないが、其程度を過ごせし没理狂的の哀惜には寧ろ大反対である」[90]
  - 一方では「伊藤公の死は日本の大損失」「明治維新の大功臣、憲法政治の大元首、古今無類の大偉人を失ひたりと嘆き」と高く評価したとも[91]。

- エルヴィン・フォン・ベルツ 「韓国人が公を暗殺したことは、特に悲しむべきことである。何故かといえば、公は韓国人の最も良き友であった。日露戦争後、日本が強硬の態度を以って韓国に臨むや、意外の反抗に逢った。陰謀や日本居留民の殺傷が相次いで起こった。その時、武断派及び東京の言論機関は、高圧手段に訴うべしと絶叫したが公ひとり穏和方針を固持して動かなかった。当時、韓国の政治は、徹頭徹尾 腐敗していた。公は時宜に適し、かつ正しい改革によって、韓国人をして日本統治下に在ることが却って幸福であることを悟らせようとし、六十歳を超えた 高齢で統監という多難の職を引き受けたのである。欧州においては韓国保護について新統治の峻厳を批判する者は多い。これらの批評者は日本当局が学校を創設し、農業を改善し、鉄道を敷設し、道路を開設し、船舶や港湾を建造し、かつ日本人移民によって勤勉な農夫、熟練工たる模範を韓国民に示そうという苦心経営の事実をことごとく無視する者である。私は三度現地に赴き、実際の状況を目撃して感服した。(略) 東京で公より話を聞いた時も、公が韓国とその人民の幸福を推進するためにいかに尊敬すべき企画を持ち、いかに多大な功績をあげたかを明白に推知しえた」[92]

- フランシス・ブリンクリー 「公を西洋の政治家と比較するに、公はビスマルクの如く武断的でなく、 平和的であったことはむしろグラッドストンに類するところである。財政の知識の豊富なところはピールに比するところであり、策略の機敏かつ大胆なところはビーコンズフィールドに似ている。公は全ての大政治家の特徴を一身に集めている如き観がある」[93]

- アルジャーノン・ミットフォード 「精悍で野性的、隼のようであり、冒険好き、無類に陽気な青年であった。しかし、いざ仕事となると正確で機敏、天稟が高鳴りする人物だった」

## 語録
- 「大いに屈する人を恐れよ、いかに剛にみゆるとも、言動に余裕と味のない人は大事をなすにたらぬ」
- 「今日の学問は全て皆、実学である。昔の学問は十中八九までは虚学である」
- 「いやしくも天下に一事一物を成し遂げようとすれば、命懸けのことは始終ある。依頼心を起こしてはならぬ。自力でやれ」
- 「お前に何でも俺の志を継げよと無理は言はぬ。持って生まれた天分ならば、たとえお前が乞食になつたとて、俺は決して悲しまぬ。金持ちになったとて、喜びもせぬ」
- 「たとえここで学問をして業が成っても、自分の生国が亡びては何の為になるか」
- 「本当の愛国心とか勇気とかいうものは、肩をそびやかしたり、目を怒らしたりするようなものではない」
- 「国の安危存亡に関係する外交を軽々しく論じ去つて、何でも意の如く出来るが如くに思ふのは、多くは実験のない人の空論である」
- 「われわれに歴史は無い。我々の歴史は、今ここからはじまる」（『ベルツの日記』）

## 住居
- 山口県萩市椿東 - 伊藤博文旧宅。元は萩藩の中間水井武兵衛（伊藤直右衛門）の住居。伊藤博文は父・林十蔵が伊藤家の養子となった安政元年（1854年）よりここに居住した。
- 山口県光市 - 生家（復元） - 平成3年（1991年）、伊藤公記念公園内に復元されている。
- 兵庫県神戸市 - 大倉喜八郎別邸（現：大倉山公園） - 大倉喜八郎の別荘であったが、親交のあった伊藤が専ら利用していた。
- 東京都品川区西大井（旧・大井伊藤町） - 伊藤博文別邸。明治天皇から下賜された元赤坂仮皇居会食所を西大井（東京府荏原郡大井村）に移築し恩賜館（のちの明治記念館）と命名し、その恩賜館の隣に建てられた住宅。伊藤博邦一家が居住した。この住宅は上杉伯爵家に譲渡されたのち日本光学工業（ニコン）が所有した。老朽化のため平成10年（1998年）に解体し、玄関、大広間、離れ座敷が山口県萩市に移築された。
- 東京都港区高輪四丁目（開東閣） - 伊藤博文旧邸宅地。のちに三菱財閥岩崎家の所有となる。
- 神奈川県大磯町西小磯（滄浪閣） - 旧伊藤博文邸。神奈川県小田原町に別荘を建て、のちに近隣の大磯町に移転し本邸とした。伊藤の死後、李王家（大韓帝国皇帝家）に譲渡。関東大震災により倒壊し、再建。
- 横浜市金沢区野島町 野島公園 - 旧伊藤博文金沢別邸。明治31年（1898年）竣工。明治36年（1903年）皇太子嘉仁親王（のちの大正天皇）訪問。明治41年（1908年）大韓帝国皇帝家懿愍皇太子（李垠）訪問。

## 記念館
- 伊藤公記念公園（山口県光市）
  - 伊藤公資料館 - 1997年竣工。
  - 伊藤公記念館 - 「旧伊藤博文邸」という名称で一般公開されている。林・伊藤一族の法要を用途として伊藤博文が基本設計した建築物。林淡路守通起の没後300年の明治43年（1910年）竣工。

## 銅像
1901年に伊藤博文の還暦祝賀会招待者たちが銅像建設を決めたが、出来が悪かったため作り直すなどしてだいぶ遅れ、1904年10月22日に神戸の湊川神社に伊藤博文の銅像が建てられ除幕式が行われたが、伊藤がまだ存命であったのに像が立てられたことや、本来この神社に祭られている楠木正成より目立っていることが4日後の読売新聞で「嗚呼醜臣軟猿乃図」という挿絵入りの風刺記事として載せられる。
このときは揶揄の範囲であったが、日露戦争後の1905年9月7日、講和条約の内容に不満を持った人たちが大黒座で演説会を開いていたところ、湊川神社まであふれていた気のたった人たちが、工具を持ち込み像の頭を叩いたり鎖（像の周囲にあったものが切断されていた）を巻きつけて引っ張るなど像を倒そうとしている3人の男を見て感化され、いつの間にか集まった数十人で像を引き倒した。それを見た100名ほどの群衆たちは面白がって像を引きずり回し、通り道の派出所を破壊して回った。最終的に警官隊によって群衆が追い払われ像が回収されたときには、銅像は「鼻がすりむけ、顔に3か所の穴、頭部はくぼんで全身に打撲傷多数の上、頭に小便をかけられていた」という。像本体以外も周囲の物で前述の鎖の切断、柵の杭になっていた石柱も抜かれて壊され、発起者名版も潰されているという破損であった。
その後銅像は警官隊が騒動の翌朝、検疫所に使っていた操江に運ばれ、以後数年間表に出ないまま本人が暗殺されてしまい、これを機に伊藤の評価も同情的なものに変わったことで、修繕した上で神戸市諏訪山公園に再建すべく、1910年2月4日から寄付金を集めたが、実際は1911年10月26日に諏訪山ではなく大倉山、補修ではなく新造で再建された。

## 栄典
位階
- 明治元年5月6日（1868年6月25日）- 従五位下[97]
- 明治2年8月11日（1869年9月16日）- 従五位[97]
- 明治3年10月20日（1870年11月12日）- 従四位[97]
- 明治7年（1874年）2月18日 - 正四位[97][98]
- 明治17年（1884年）12月27日 - 従三位[97][99]
- 明治19年（1886年）10月19日 - 従二位[97][100]
- 明治28年（1895年）12月20日 - 正二位[97][101]
- 明治42年（1909年）10月26日 - 従一位[97][102]

爵位など
- 明治17年（1884年）7月7日 - 伯爵[97][103]
- 明治22年（1889年）11月1日 - 元勲優遇[97][104]
- 明治28年（1895年）8月5日 - 侯爵[97][105]
- 明治29年（1896年）8月31日 - 元勲優遇[97]
- 明治31年（1898年）6月30日 - 元勲優遇[97][106]
- 明治34年（1901年）
  - 5月10日 - 元勲優遇[97]
  - 10月23日 - 法学名誉博士号（イェール大学）
- 明治40年（1907年）9月21日 - 公爵[97][107]

勲章など
| 受章年                     | 略綬 | 勲章名                   | 備考 |
| -------------------------- | ---- | ------------------------ | ---- |
| 1877年（明治10年）11月2日  |      | 勲一等旭日大綬章         |      |
| 1889年（明治22年）2月11日  |      | 旭日桐花大綬章           |      |
| 1889年（明治22年）11月25日 |      | 大日本帝国憲法発布記念章 |      |
| 1890年（明治23年）6月20日  |      | 銀製黄綬褒章             |      |
| 1890年（明治23年）7月10日  |      | 貴族院議員章             |      |
| 1895年（明治28年）8月5日   |      | 大勲位菊花大綬章         |      |
| 1895年（明治28年）8月5日   |      | 貴族院議員章             |      |
| 1895年（明治28年）11月18日 |      | 明治二十七八年従軍記章   |      |
| 1898年（明治31年）6月29日  |      | 金盃一組                 |      |
| 1906年（明治39年）4月1日   |      | 菊花章頸飾               |      |
| 1906年（明治39年）4月1日   |      | 明治三十七八年従軍記章   |      |
| 1907年（明治40年）9月21日  |      | 貴族院議員章             |      |
| 1909年（明治42年）4月18日  |      | 皇太子渡韓記念章         |      |

外国勲章佩用允許
| 受章年                     | 国籍                                   | 略綬 | 勲章名                                               | 備考 |
| -------------------------- | -------------------------------------- | ---- | ---------------------------------------------------- | ---- |
| 1882年（明治15年）9月29日  | ザクセン＝ヴァイマル＝アイゼナハ大公国 |      | 白鷲第一等勲章                                       |      |
| 1883年（明治16年）9月17日  | ロシア帝国                             |      | 白鷲大綬勲章                                         |      |
| 1885年（明治18年）3月7日   | ドイツ帝国                             |      | 王冠勲一等勲章                                       |      |
| 1885年（明治18年）5月25日  | スウェーデン＝ノルウェー連合王国       |      | ヴァーサ勲章勲一等                                   |      |
| 1886年（明治19年）9月27日  | オーストリア＝ハンガリー帝国           |      | 鉄冠勲章勲一等                                       |      |
| 1886年（明治19年）12月22日 | ドイツ帝国                             |      | 赤鷲大綬章                                           |      |
| 1887年（明治20年）5月3日   | イタリア王国                           |      | 聖マウリッツィオ・ラザロ勲章大十字騎士大綬章         |      |
| 1887年（明治20年）8月25日  | ポルトガル王国                         |      | ヴィラ・ヴィソーザ無原罪の聖母騎士団第一等勲章       |      |
| 1888年（明治21年）1月24日  | シャム王国                             |      | 王冠勲一等勲章                                       |      |
| 1896年（明治29年）3月19日  | ロシア帝国                             |      | アレクサンドル・ネフスキー勲章一等                   |      |
| 1896年（明治29年）10月26日 | スペイン王国                           |      | カルロス3世勲章勲一等                                |      |
| 1897年（明治30年）10月4日  | ベルギー王国                           |      | レオポルド勲章一等                                   |      |
| 1897年（明治30年）10月4日  | イギリス帝国                           |      | 銀製ジュビリー記念章                                 |      |
| 1898年（明治31年）4月29日  | フランス共和国                         |      | レジオンドヌール勲章勲一等                           |      |
| 1898年（明治31年）12月5日  | 大清帝国                               |      | 頭等第三双龍宝星                                     |      |
| 1902年（明治35年）3月15日  | イギリス帝国                           |      | バス勲章勲一等                                       |      |
| 1902年（明治35年）3月15日  | ロシア帝国                             |      | ダイヤモンド装飾・神聖アレキサンドル・ネフスキー勲章 |      |
| 1902年（明治35年）3月15日  | ドイツ帝国                             |      | ダイヤモンド装飾・赤鷲大綬章                         |      |
| 1902年（明治35年）3月15日  | イタリア王国                           |      | アンノンシアード勲章                                 |      |
| 1904年（明治37年）4月18日  | 大韓帝国                               |      | 大勲位金尺大綬章                                     |      |

## 系譜
林氏（伊藤氏）
林氏は本姓越智河野氏の支流といわれる。家紋はもと「折敷に三文字」だが、伊藤姓に改姓以後「上がり藤」を用いた。
博文自身の語るところによれば「先祖は河野通有の裔で、淡路ヶ峠城主の林淡路守通起である」という。また「実家は周防国熊毛郡束荷村の農家で、博文の祖父林助左衛門は、林家の本家林利八郎の養子となり本家を継いだ。林助左衛門の子十蔵は萩藩の蔵元付中間水井武兵衛の養子となり「水井十蔵」と名乗るが、安政元年（1854年）に水井武兵衛が周防国佐波郡相畑の足軽で藤原姓を称する伊藤弥右衛門の養子となり、伊藤直右衛門と名を改めたため、十蔵も伊藤氏を称した」という。十蔵の長男が博文である。博文の跡は養子の博邦（盟友井上馨の甥）が継いだ。束荷村に嘗てあった林氏の菩提寺林照寺は、元真言宗寺院吉祥院であったが、江戸時代初めに林淡路守通起の菩提寺となり、浄土真宗に改宗して林照寺と改めた。明治維新後、廃寺となる。
伊藤家
本姓藤原氏を称する。早川隆『日本の上流社会と閨閥』によれば「もともと伊藤の家は水呑み百姓で父親十蔵は馬車ひきなどをしていたが食い詰めて長州藩の伊藤という中間の家に下僕として住み込んでいるうちに子供のない同家の養子になり伊藤を名乗った。博文は幼名を利助といい捨て子だったという説もある。それが武士のはしくれから明治の指導者に出世すると家系が気になりだしたのか孝霊天皇の息子伊予皇子の三男小千王子が祖先とか、河野通有の子孫とか言い出した。系図屋に、りっぱな系図を作らせるのは今も昔もよくある話で、とがめ立てするほどのこともあるまいが、偉くなってからの彼は故郷へはほとんど帰らなかった。昔の素性を知るものには頭が上がらないからである。だが、身分が低かろうが実力さえあれば偉くなれるという混乱期の日本を象徴するように首相、政党総裁、枢密院議長、公爵と位人臣（くらいじんしん）を極めた伊藤の生涯は、いわば明治版太閤記である」としている。伊藤家の菩提寺は萩市津守町の浄土宗心徳院報恩寺。

### 家族・親族
- 父：伊藤十蔵（1816–1896）：百姓。はじめ林姓、のちに伊藤直右衛門の養子に入り重蔵と改名[124]。
- 母：伊藤琴子（1819–1903）：秋山長左衛門の娘[124]。
- 先妻：すみ子（生没年不詳）：入江嘉伝次の娘で入江九一と野村靖（のちに内務大臣）の妹。文久3年（1863年）に結婚したが、そりが合わず慶応2年（1866年）に離婚[125]。博文が留学中に十蔵の勧めで嫁入りし、萩の留守宅で博文の帰国を1年半待ったが、梅子が妊娠したことにより離縁され、のちに神戸税関員と再婚した[126]。
- 継妻：梅子（1848–1924）：木田久兵衛の長女、木田幾三郎の姉。実父は港湾労働者[126]。元は下関の芸妓・小梅[127]。慶応2年（1866年）に結婚[124][128]。
  - 長女：伊藤貞子（1866–1869）：夭逝。母は梅子[129]。
  - 次女：末松生子（1868–1934）：母は梅子。明治22年（1889年）、内務大臣・末松謙澄と結婚[124][130]。
  - 三女：西朝子（1876–1944）：母は多摩地域出身で伊藤家の女中。明治26年（1893年）、ルーマニア公使・西源四郎と結婚[124][131]。
    - 孫：藤井清子（1895–1983）：朝子の娘。チェコスロバキア公使・藤井啓之助の妻[131]。
      - 曾孫：田付美代子（1916–?）：清子の長女。デンマーク大使・田付景一の妻[131]。
      - 曾孫：藤﨑芙佐子（1921–?）：清子の次女。最高裁判所裁判官・藤﨑万里の妻[131]。
        - 玄孫：藤﨑一郎（1947年生）：芙佐子の長男。元外務審議官、元駐アメリカ大使。

      - 曾孫：鶴見蔦子（1925年生）：清子の三女。ジュネーヴ国際機関日本政府代表部大使・鶴見清彦（東京出身、東大法学部卒業後外務省）の妻[131]。
      - 曾孫：松本悦子（1928年生）：清子の四女。防衛庁長官・松本十郎の後妻[131]。
        - 玄孫：松本剛明（1959年生）：悦子の息子。衆議院議員、（民主党→自民党）。元外務大臣（菅第2次改造内閣）、元総務大臣（第2次岸田第1次改造内閣）。
        - 玄孫：寺内玲子：悦子の娘。財務省大臣官房参事官・寺内肇の妻。

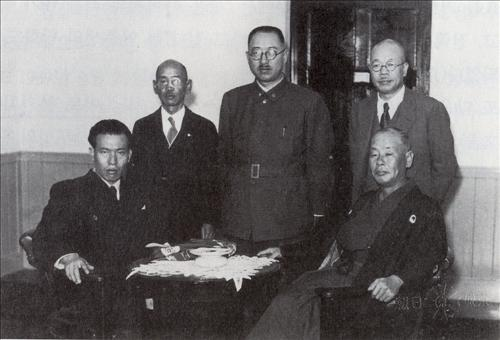
毎日新報に掲載された写真。左端で腰掛けているのが安俊生、右端で腰掛けているのが文吉である。

- - 養子：伊藤博邦（1870–1931）：井上光遠の四男。井上馨の甥。妻は易者・高島嘉右衛門の長女・たま子[124]。嘉右衛門は博文と親交が深く、博文暗殺を易占して本人に忠告した。
    - 養孫：伊藤博精（1899–1962）：博邦の息子。妻は高橋是福の娘で高橋是清の孫娘福子[124]。
      - 義曾孫：伊藤博雅（1929年生）：博精の長男。明治乳業勤務。妻は子爵谷閑衛（京大工学部卒業後日本製鉄）長女。
      - 義曾孫：千家文子（1932年生）：博精の三女。出雲国造家の千家達彦の妻。

  - 長男：伊藤文吉（1885–1951）：庶子。木田幾三郎の長男として育てられたが、のちに戸籍上伊藤の養子となる。農商務省参事官。軍需省顧問。日本鉱業社長。のちに独立して明治42年（1909年）に男爵。妻は桂太郎の五女・寿満子。昭和14年（1939年）10月16日には、朝鮮ホテルで、伊藤を暗殺した安重根の息子、安俊生と面会し「死んだ父の罪を私が贖罪して全力で報国の最善をつくしたい」と謝罪を受けた[132]。現在でもそのときの写真が残っている[133]。
  - 次男：伊藤眞一（1890–1980）：庶子。母は新橋の芸者・歌。母とその夫の家で育ち、仙台二高、東大法科を経て満鉄大阪事務所長などを務める[126]。牧野伸顕の姪・日高常子と結婚して一男一女をもうけたが離婚、常子はロバート・W・アーウィンの長男と再婚した[134]。
    - 孫：伊藤満洲雄（1932年生）：眞一の次男（満洲雄のインタビュー記事では4歳違いの兄がいたと記載されている[135]）。住友軽金属工業勤務後に語学サービス企業を興した[135]。

  - 四女：大竹澤子（1899–1942）：庶子。戸籍上は日高憲明（鹿児島士族、警視庁警部、日本銀行守衛長）次女[126]。次姉・生子夫妻の養女となり、大竹多気の息子・虎雄と結婚[130][136]。

## 関連作品
書籍
- 浅野豊美『帝国日本の植民地法制　法域統合と帝国秩序』名古屋大学出版会、2008年2月。ISBN 978-4-8158-0585-2。
- 高松宮宣仁親王『高松宮日記　第二巻　昭和八年一月一日～昭和十二年九月二十六日』細川護貞・大井篤・阿川弘之・豊田隈雄編集委員、発行者嶋中鵬二、中央公論社、1995年6月。ISBN 4-12-403392-3。
- 早川隆『日本の上流社会と閨閥』角川書店、1983年9月、211-215頁。ISBN 978-4-04-820001-1。
- 『伊藤博文文書』 全36巻、檜山幸夫総編集、伊藤博文文書研究会監修、ゆまに書房、2007年 - 2010年。ISBN 978-4-8433-2294-9,ISBN 978-4-8433-2295-6,ISBN 978-4-8433-2296-3,ISBN 978-4-8433-2297-0,ISBN 978-4-8433-2520-9。
- 『日本の名家・名門　人物系譜総覧』新人物往来社〈別冊歴史読本57、第28巻26号〉、2003年9月、226-227頁。ISBN 4-404-03057-6。
- 人事興信所編『人事興信録 第14版 下巻』人事興信所、1943年。
- 霞会館華族家系大成編輯委員会編『平成新修旧華族家系大成 上巻』吉川弘文館、1996年。
- 春畝公追頌会『伊藤博文の国際政治 上編・下編』書肆心水、2022年8月。

伝記
- 新人物往来社 編『伊藤博文直話　暗殺直前まで語り下ろした幕末明治回顧録』新人物往来社〈新人物文庫〉、2010年4月。ISBN 978-4-404-03839-5。 - 唯一の回顧記の復刻。
- 佐々木隆『伊藤博文の情報戦略　藩閥政治家たちの攻防』中央公論新社〈中公新書〉、1999年7月。ISBN 4-12-101483-9。
- 伊藤之雄『伊藤博文－近代日本を創った男』講談社、2009年。講談社学術文庫、2015年3月
- 『伊藤博文を語る　人柄・政治・エピソード』書肆心水、2022年9月。平塚篤編

映画
- わが恋は燃えぬ（1949年、日本、役者：東野英治郎）
- 明治天皇と日露大戦争（1957年、日本、役者：阿部九洲男）
- 天皇・皇后と日清戦争（1958年、日本、役者：阿部九洲男）
- 日本海大海戦（1969年、日本、役者：柳永二郎）
- 安重根 伊藤博文を撃つ（朝鮮語版）（1979年、北朝鮮、役者：ファン・ヨンイル）
- 二百三高地（1980年、日本、役者：森繁久彌）
- 幕末青春グラフィティ Ronin 坂本竜馬（1986年、日本、役者：伊武雅刀）
- 鹿鳴館（1986年、日本、役者：三橋達也）
- ロスト・メモリーズ（2002年、韓国、役者：ウ・サンジョン）
- 草の乱（2004年、日本、役者：山本圭）
- 多默安重根（2004年、韓国、役者：ユン・ジュサン、チョン・ジュファン）日本未公開
- 長州ファイブ -CHOSHU Five-（2006年、日本、役者：三浦アキフミ）
- 一八九四・甲午大海戦（2012年、中国、役者：平田康之）日本未公開
- るろうに剣心 伝説の最期編（2014年、日本、役者：小澤征悦）
- 天外者（2020年、日本、役者：森永悠希）
- ハルビン（2024年、韓国、役者：リリー・フランキー）

テレビドラマ
- 三姉妹（1967年、NHK大河ドラマ、役者：福田善之）
- 竜馬がゆく（1968年、NHK大河ドラマ、役者：中村敦夫）
- 花神（1977年、NHK大河ドラマ、役者：尾藤イサオ）
- 風が燃えた（1978年、TBS、役者：青年期 三浦友和 壮年期 平幹二朗）
- 獅子の時代（1980年、NHK大河ドラマ、役者：根津甚八）
- 二百三高地（1981年、TBS、役者：小沢栄太郎）
- ポーツマスの旗（1981年、NHK、役者：鈴木瑞穂）
- 風雲（1982年、韓国KBS大河ドラマ、役者：イ・スンホ）
- 幕末青春グラフィティ 坂本竜馬 (1982年、日本テレビサントリードラマスペシャル、役者：井上陽水)
- 春の波涛（1985年、NHK大河ドラマ、役者：伊丹十三）
- 新選組 第二部（1987年、テレビ朝日TV時代劇スペシャル、役者：ASKA）
- 奇兵隊（1989年、日本テレビ年末時代劇スペシャル、役者：堤大二郎）
- 翔ぶが如く（1990年、NHK大河ドラマ、役者：小倉久寛）
- 夜会の果て（1997年、NHK、役者：なべおさみ）
- 蒼天の夢 松陰と晋作・新世紀への挑戦（2000年、NHK正月時代劇、役者：高嶋政伸）
- 走向共和（2003年、中国、CCTV、役者：平田康之）日本未公開
- 虹を架ける王妃（2006年、フジテレビ、演：上田耕一）
- 篤姫（2008年、NHK大河ドラマ、役者：岡本高英）
- 鹿鳴館（2008年、テレビ朝日開局50周年記念ドラマスペシャル、役者：風間杜夫）
- 坂の上の雲（2009 - 2011年、NHKスペシャルドラマ（プロジェクトJAPAN）、役者：加藤剛）
- 龍馬伝（2010年、NHK大河ドラマ、役者：尾上寛之）
- 蒼穹の昴（2010 - 2011年、NHK（日中共同制作）、役者：平田満）
- 知られざる幕末の志士 山田顕義物語（2012年、MBS・TBS、新春歴史スペシャル・日本大学創立123年記念番組、役者：青年期 小堀正博[137] 壮年期 梅宮辰夫）
- 八重の桜（2013年、NHK大河ドラマ、役者：加藤虎ノ介）
- 花燃ゆ（2015年、NHK大河ドラマ、役者：劇団ひとり）
- 西郷どん（2018年、NHK大河ドラマ、役者：浜野謙太）
- ミスター・サンシャイン（2018年、tvN土日ドラマ、役者：キム・イヌ）初めて登場した韓国ドラマ。
- いだてん〜東京オリムピック噺〜（2019年、NHK大河ドラマ、役者：浜野謙太）※暗殺シーンのみ。大河ドラマ２作連続で、同一衣装による出演。
- 青天を衝け（2021年、NHK大河ドラマ、役者：山崎育三郎）
- 津田梅子〜お札になった留学生〜（2022年、テレビ朝日、役者 : 田中圭）

テレビ番組
- 『NHK堂々日本史　日露戦争と下関会議』、役者：内藤武敏

漫画
- お〜い!竜馬（原作：武田鉄矢、作画：小山ゆう） - アニメ版の声優は辻谷耕史。
- 磯部磯兵衛物語～浮世はつらいよ～の第7巻（作者：仲間りょう） - 本作がすでに登場している徳川慶喜以外の明治維新の偉人の民間人として登場は初めて、主人公の磯兵衛の前に、始めての江戸を訪れる幼少のころの伊藤博文（本作の磯部磯兵衛では、幼名である利助と表記）が登場する。
- ねこねこ日本史の第4巻と第8巻（作者：そにしけんじ） - 高杉晋作と桂小五郎の回で登場する。